# Kastell Aalen

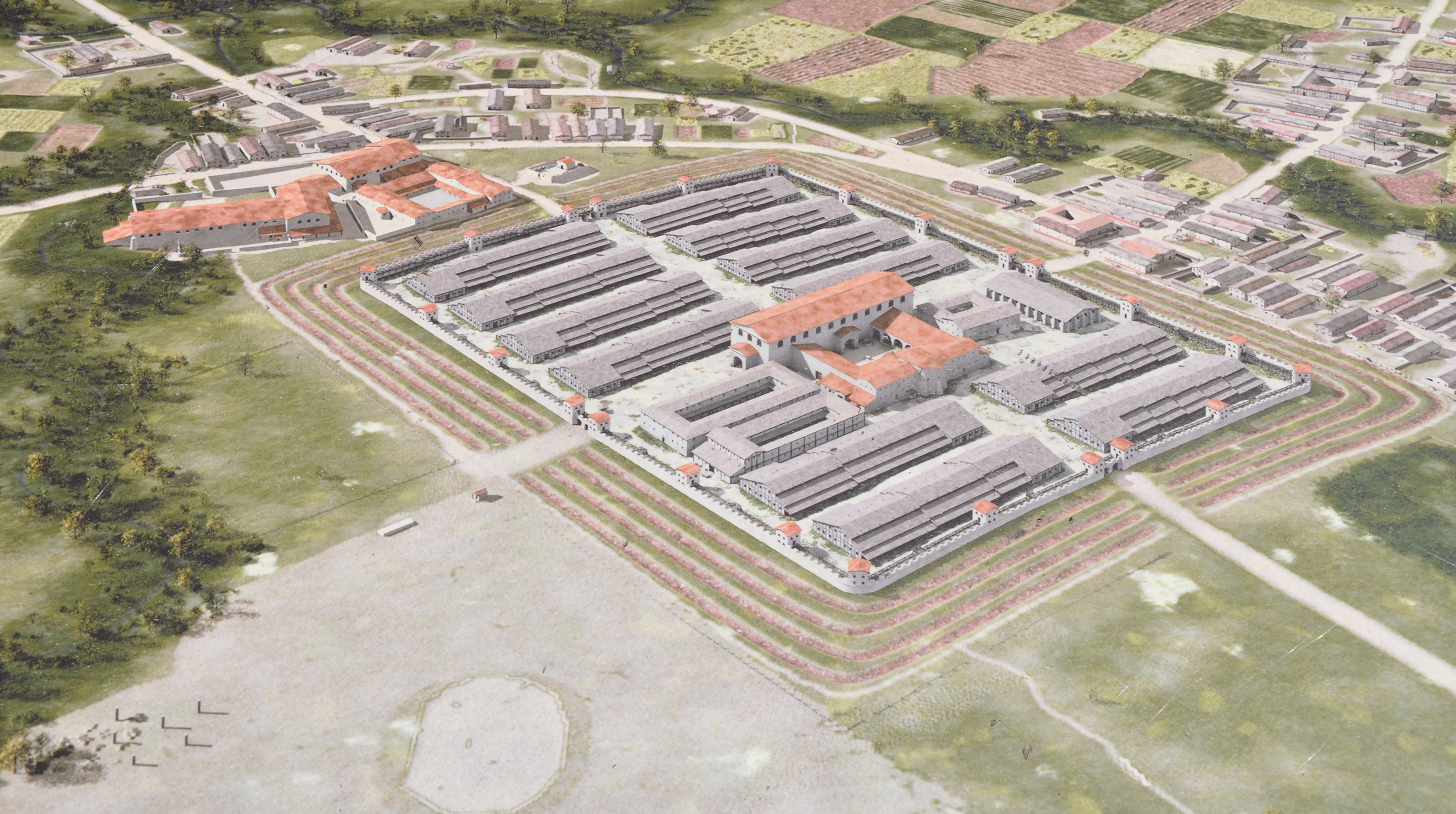
Digitaler Rekonstruktionsversuch des Kastellplatzes Aalen

Das Kastell Aalen war ein römisches Militärlager, das im 2. Jahrhundert nahe am Obergermanisch-Rätischen Limes, einem UNESCO-Weltkulturerbe, errichtet wurde und heute teilweise überbaut in der Flur Maueräcker auf dem Gebiet der Kreisstadt Aalen im Ostalbkreis in Baden-Württemberg liegt. Als größte Garnison am Rätischen Limes hat das für eine berittene Eliteeinheit (Ala miliaria) errichtete Kastell eine besondere Bedeutung. Für die Forschung sind auch die sechzehn ermittelbaren epigraphischen Zeugnisse von ausgesprochen hohem historischen Wert. Der heutige Stadtname Aalen könnte auf das lateinische Wort Ala zurückzuführen sein.

## Lage

Das Kastell und der nordöstliche Limesabschnitt bis Kastell Halheim

Der Kastellplatz wurde zumindest teilweise schon in vorgeschichtlicher Zeit besiedelt. Darauf weist ein dünner spätbronzezeitlich bis früheisenzeitlicher Siedlungshorizont westlich des römischen Nordwesttores hin. Die mit ihrer Prätorialfront (Vorderfront) nach Nordosten ausgerichtete militärische Anlage wurde in topographisch bester Lage an einem zum Kocher abfallenden Hang errichtet. Es ist von dort aus möglich, nicht nur das Tal des Kochers, sondern auch die darin mündenden Geländeeinschnitte von Rems und Hirschbach zu beobachten. Der Kocher fließt, der nordöstlichen Talsohle des Hanges folgend, nach Norden, während aus südwestlicher Richtung, direkt unter der Südostmauer des Lagers, im Tal der Rems, der kleine Fluss Aal auf den Kocher stößt. Auch das genau gegenüberliegende, aus dem östlichen Hang des Kochers tretende Hirschbachtal ist einsehbar. Nur die westliche Rückfront der Garnison hat eingeschränkte Sicht, da der mit antiker Bebauung belegte Hang noch etwas höher hinaufsteigt und dann in den Grund des Rombachs abfällt. Dieser Bach, aus nördlicher Richtung kommend, vereinigt sich im Remstal mit dem Sauerbach und fließt als Aal in den Kocher. Besonders für die Wasserwirtschaft von Kastell und Lagerdorf (vicus) hatte die Aal eine große Bedeutung. Im Umkreis von Aalen konnte die Gewinnung und Verhüttung von Eisenerz nachgewiesen werden.

## Forschungsgeschichte
Wie der möglicherweise germanisierte Namen der Stadt Aalen selbst, weist besonders deutlich der Flurname Maueräcker auf eine alte Siedlungsstelle hin. Das Wissen um ihre Existenz ist vor Ort offensichtlich niemals ganz erloschen. Wie Konrad Miller 1892 berichtete, schrieb 1531 der Schlettstadter Humanist Beatus Rhenanus von weitläufigen römischen Grundmauern in Aalen. Das Ruinengelände wurde in dieser Zeit nach gut verkäuflichen Altertümern der Antike durchsucht. Von neuerlichen Grabungen ist ein Bericht aus der Zeit kurz nach der Mitte des 19. Jahrhunderts bekannt. Damals grub der Heimatforscher Hermann Bauer an einer heute nicht mehr zu lokalisierenden Stelle und stieß auf die Überreste eines Bades. Im Jahre 1882 legten der Landeskonservator Eduard Paulus der Jüngere und Ludwig Mayer nördlich des Friedhofes wieder eine Badeanlage frei. Die Untersuchungen verstärkten den Verdacht, dass in Aalen eine Militäranlage vorhanden war. Im Jahre 1890 wurde das Kastell mit seinen Ausmaßen entdeckt. Doch erst die Grabungen der Reichs-Limeskommission (RLK) unter dem Streckenkommissar Major Heinrich Steimle sowie unter Felix Hettner konnten 1894 und 1895 dem römischen Aalen ein Gesicht geben. Damals war der Kastellplatz noch nicht überbaut. Erst mit Errichtung des Limesmuseums 1964 mitten auf der nordwestlichen antiken Via principalis und direkt hinter der Porta principalis sinistra, dem linken Tor der Via principalis, im Lagerinneren fanden weitere Untersuchungen statt. Ab 1977 wurde erneut gegraben und zwischen 1978 und 1986 unter der Leitung von Dieter Planck das Stabsgebäude, die Principia, des Kastells freigelegt. Der 1981 eröffnete quadratische Erweiterungsbau des Museums schob sich noch weiter über dem antiken Boden fast bis an die große Querhalle der Principia heran. Die Untersuchungen 1988, 1997 und 1999 widmeten sich der Lagerumwehrung. Zwischen April und August 2004 wurden der bereits von Planck in den Jahren 1979 bis 1981 angeschnittene Gebäudekomplex westlich des Stabsgebäudes sowie ein Abschnitt der Lagerringstraße vor ihrer teilweisen Überbauung mit dem rekonstruierten Segment einer Mannschaftsbaracke von dem Archäologen Markus Scholz nachhaltig untersucht.

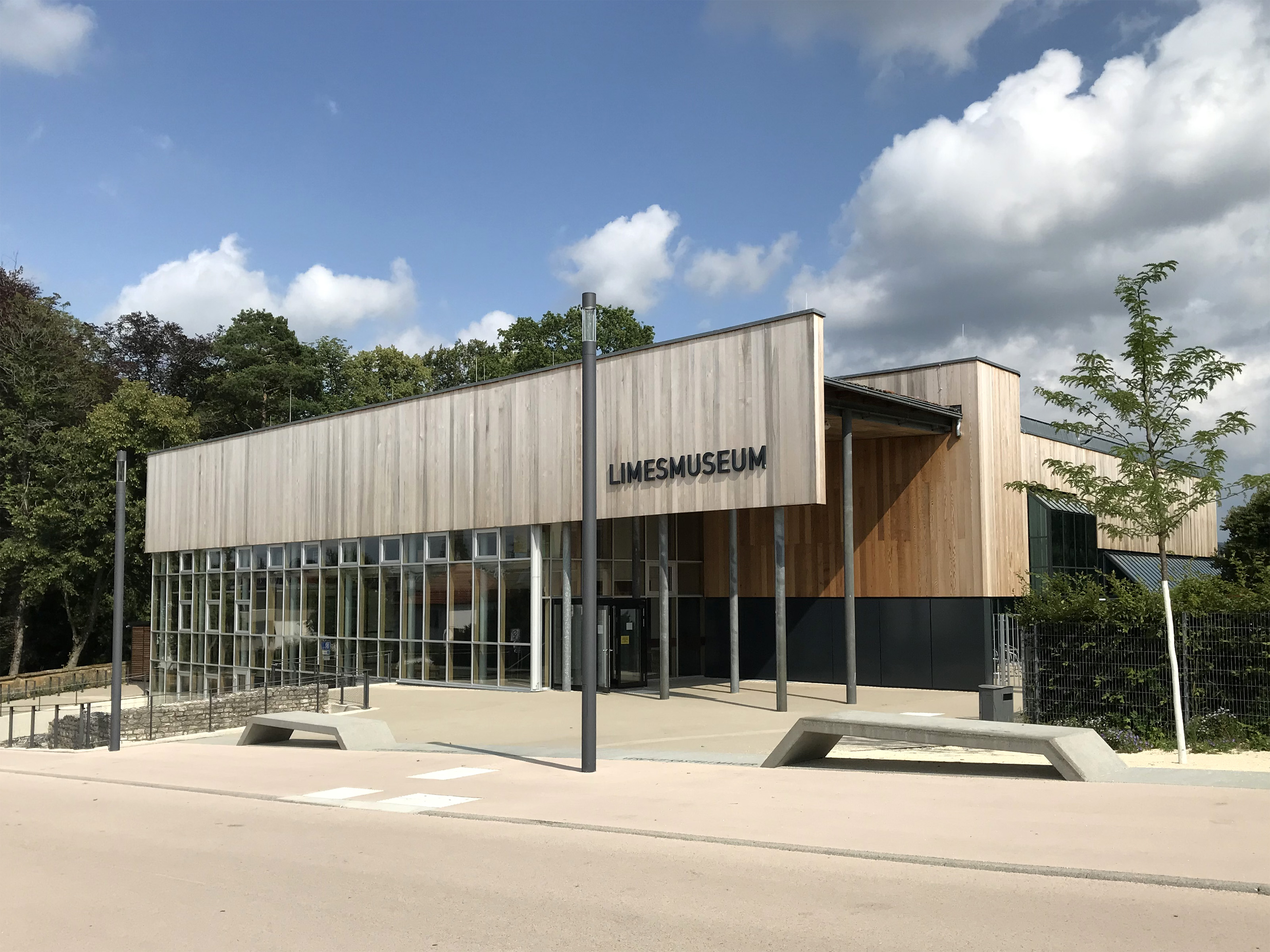
Die Nordwestfassade des Limesmuseums, direkt davor die auf dem Bild nicht sichtbaren Reste der Porta principalis sinistra

Besonders durch die teils sehr dichte, teils fleckenhafte Überbauung von Kastell und Vicus im 20. Jahrhundert hat sich nicht nur die bis dahin weitgehend authentische Örtlichkeit stark verändert, sondern besonders im rückwärtigen Lagerteil (Retentura) mit Baumaßnahmen in den 1930er Jahren unwiederbringliche Zerstörungen ohne vorherige Grabungen verursacht. Der fast den gesamten vorderen Lagerbereich (Praetentura) bedeckende städtische Friedhof macht eine Forschung dort ebenfalls unmöglich. Trotz Bau des Limesmuseums und Herausstellung der besonderen historischen Vergangenheit Aalens durch engagierte Archäologen wie Philipp Filtzinger (1925–2006) bestand bis zum Geländeankauf durch das Land Baden-Württemberg und die Stadt im Jahr 1977 die große Gefahr, durch Bauvorhaben auch den letzten erforschbaren mittleren Lagerbereich (Latera praetorii) zu verlieren.

## Baugeschichte
Das fast rechteckige, 277 × 214 Meter (6,07 Hektar) große Reiterkastell wurde als bedeutendster militärischer Stützpunkt des südlichen Obergermanisch-Rätischen Limes im Zuge der Grenzvorverlegung und Festigung römischer Machtverhältnisse zur Regierungszeit des Kaisers Antoninus Pius (138–161) um 150/155 in Steinbauweise errichtet. Der etwas verschobene Grundriss ist vielleicht auf Gerätefehler bei den verwendeten Gromae zurückzuführen. Wie es sich bei den Grabungen 2004 darstellte, war das Gelände in dem untersuchten Bereich zunächst offenbar von Strauchwerk befreit worden. Darauf deuten unbefestigte und archäologisch unergiebige Brandstellen hin. Stratigraphisch direkt darüber konnten die frühen römischen Baumaßnahmen bei der Errichtung des Lagers beobachtet werden. In einem ersten Arbeitsschritt waren die tiefer gelegenen Randbereiche des geplanten Lagers aufgrund des starken Geländeabfalls teilweise terrassiert worden, um die Bebauung zu erleichtern. Diese Planierungen senkten sich im Laufe vieler Jahrhunderte und begünstigten in ihrem Bereich den Erhaltungszustand des Befundes. Westlich des Nordwesttores bestand die teils über einen Meter hohe Aufschüttung aus dem örtlich vorkommenden Opalinuston. Den Ausgräbern fielen dabei sowohl höher gelegene, braun verwitterte Tonschichten als auch solche aus tieferen Ebenen auf. Dieser grauschiefrige Ton stand beispielsweise als Aushub der Kastellgräben zur Verfügung. Aus diesem Gründungshorizont des Lagers stammen fast keine Funde, jedoch wurden Plattenkalksteine entdeckt, die vor Ort nicht anstehen und herangeschafft werden mussten. In Form von Schutt sind sie dem Anschein nach beim Errichten der Gebäude in den Boden gekommen.

### Umwehrung

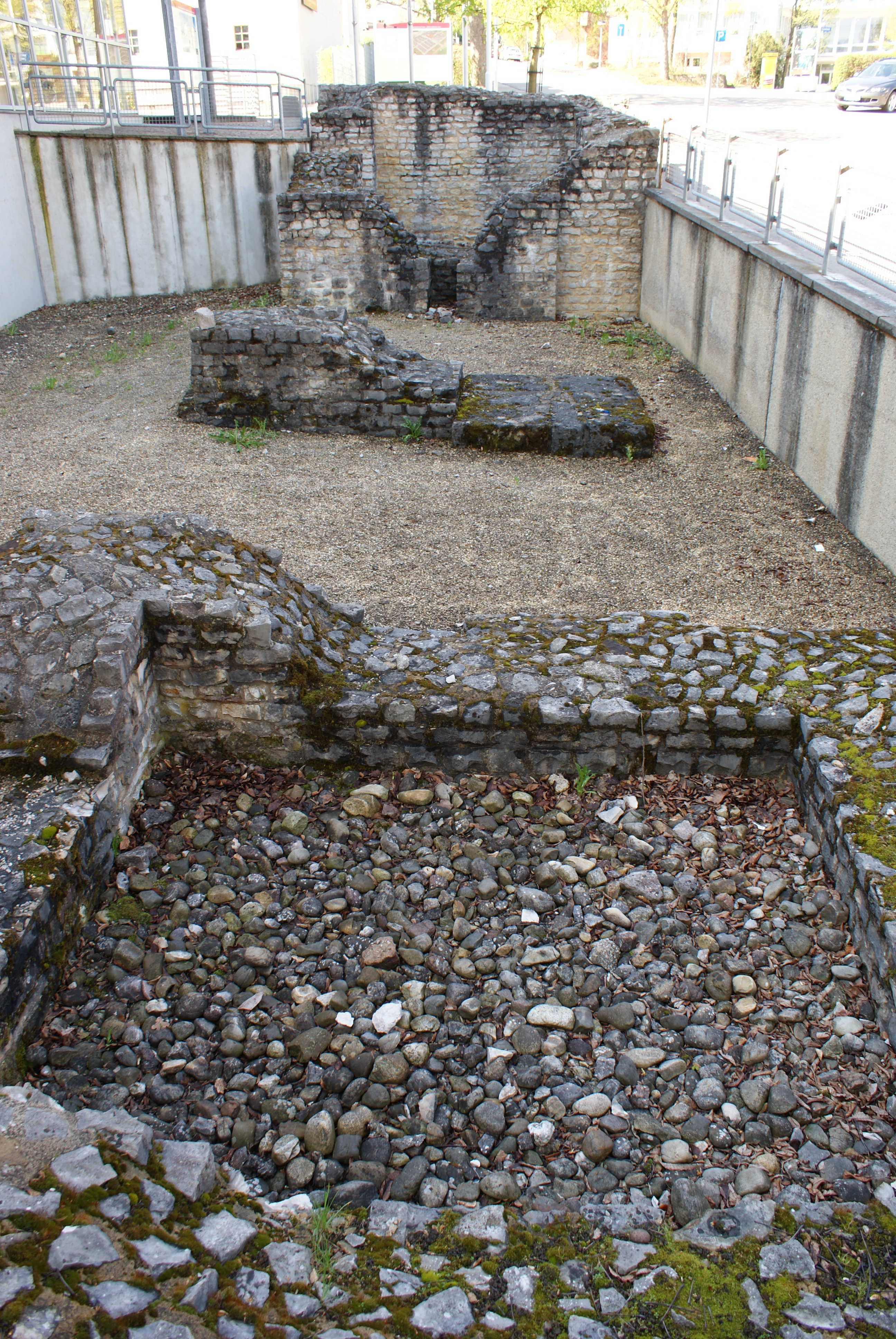
Die Porta principalis sinistra. Im Vordergrund der östliche Torturm

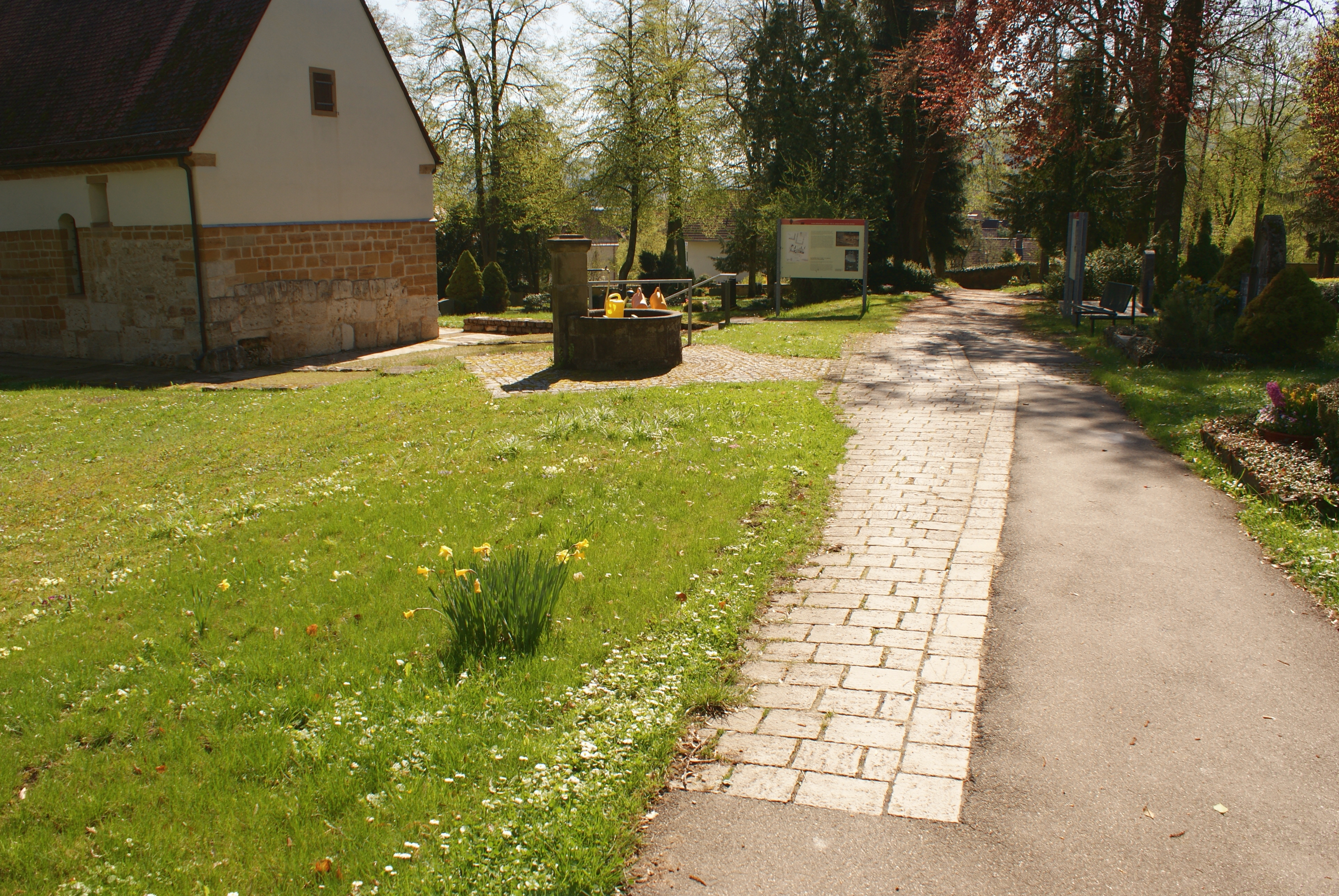
Die Porta praetoria. Ihre Lage ist mit Mauerzügen durch Pflastersteine markiert. Im freigelegen Fundamentbereich der Kirche sind römische Werksteine als Spolien verbaut.

Die aus weißem Juragestein bestehende Kastellmauer ist im Fundament 1,7 Meter breit. Ihr aufgehendes Mauerwerk besitzt noch eine Stärke von 1,4 Metern. Die vier Eckmauern der Anlage sind in Spielkartenform abgerundet und wurden von je einem angebauten Turm überragt. Alle vier Lagertore wurden doppelspurig ausgelegt und besitzen je zwei flankierende Tortürme. Das 1964 beim Bau des Museums erforschte nordwestliche Lagertor, hier die Porta principalis sinistra, ergab dort, dass die beiden Tortürme je einen rückwärtigen ebenerdigen Eingang von 1 (Westturm) beziehungsweise 1,1 Meter (Ostturm) Breite besessen haben und die Straße mit Kalksteinschutt aufgeschüttet war. Der Westturm hatte eine Breite von 4,9 Metern, die Maße das Ostturms sind aufgrund des schlechten Erhaltungszustandes – nur die südliche Rückwand war erhalten – nicht sicher zu ermitteln. Bei den beiden Tordurchfahrten schwankt die Breite zwischen 3,5 Metern im Westen und 4,2 Metern im Osten. Die Porta praetoria, das Haupttor eines römischen Lagers, öffnet sich in Aalen nach Nordosten zum Tal des Kochers hin. Ihre einstige Lage ist heute mit in den Boden eingelassenen Pflastersteinen markiert. Der heute vom Verputz befreite Fundamentbereich der unmittelbar vor dem Tor angrenzenden St.-Johannis-Kirche zeigt römische Werksteine, die aus Abbruchbauten in Zweitverwendung als Spolien verbaut worden sind. Dies wurde erst 1973 bei Renovierungsarbeiten festgestellt. Das Spolienmaterial stammt mindestens zu Teilen aus dem Kastell. So wurde unter dem heutigen Laufniveau in der untersten Fundamentlage ein oben abgerundeter Zinnendeckel aus der Kastellmauer identifiziert, welcher ein optisches und vermessbares Bild vom ursprünglichen Aussehen dieses Baudetails gibt. Die Forschung nimmt an, dass ein älterer Kirchenbau, der anstelle des heutigen Gotteshauses ermittelt werden konnte, in Zusammenhang mit alamannischen Funden steht, die 1979 rund 100 Meter nördlich in der Ruine einer großen Therme aus dem Boden kamen. Aufgrund von Münzfunden des späten 3. und 4. Jahrhunderts im Vicus-Bereich wurde in der Vergangenheit auch davon gesprochen, dass in Aalen nach Auflassung der Garnison in der Zeit des Limesfalls 259/260 n. Chr. Bewohner der Zivilsiedlung zurückgeblieben sind und bereits mit dem Abbruch des Kastells begonnen haben. Nach dieser Theorie wurde der allererste Bau anstelle der heutigen Kirche vielleicht bereits von diesen Lagerdorfbewohnern errichtet.
Zusätzlich zu den genannten Türmen besitzt die Garnison an der Prätorial- und rückwärtigen Seite je zwei sowie an den Längsseiten je vier Zwischentürme. Als Annäherungshindernis konnte die RLK zwei umlaufende Spitzgräben feststellen. Die archäologischen Arbeiten an der Südostmauer im ausgehenden 20. Jahrhundert ermittelten dort zwei weitere Gräben. Die Forschung vermutet daher, dass das Kastell von insgesamt vier Gräben umschlossen war. Der innerste dieser Gräben war 4,8 Meter breit und 1,4 Meter tief.

### Innenbebauung

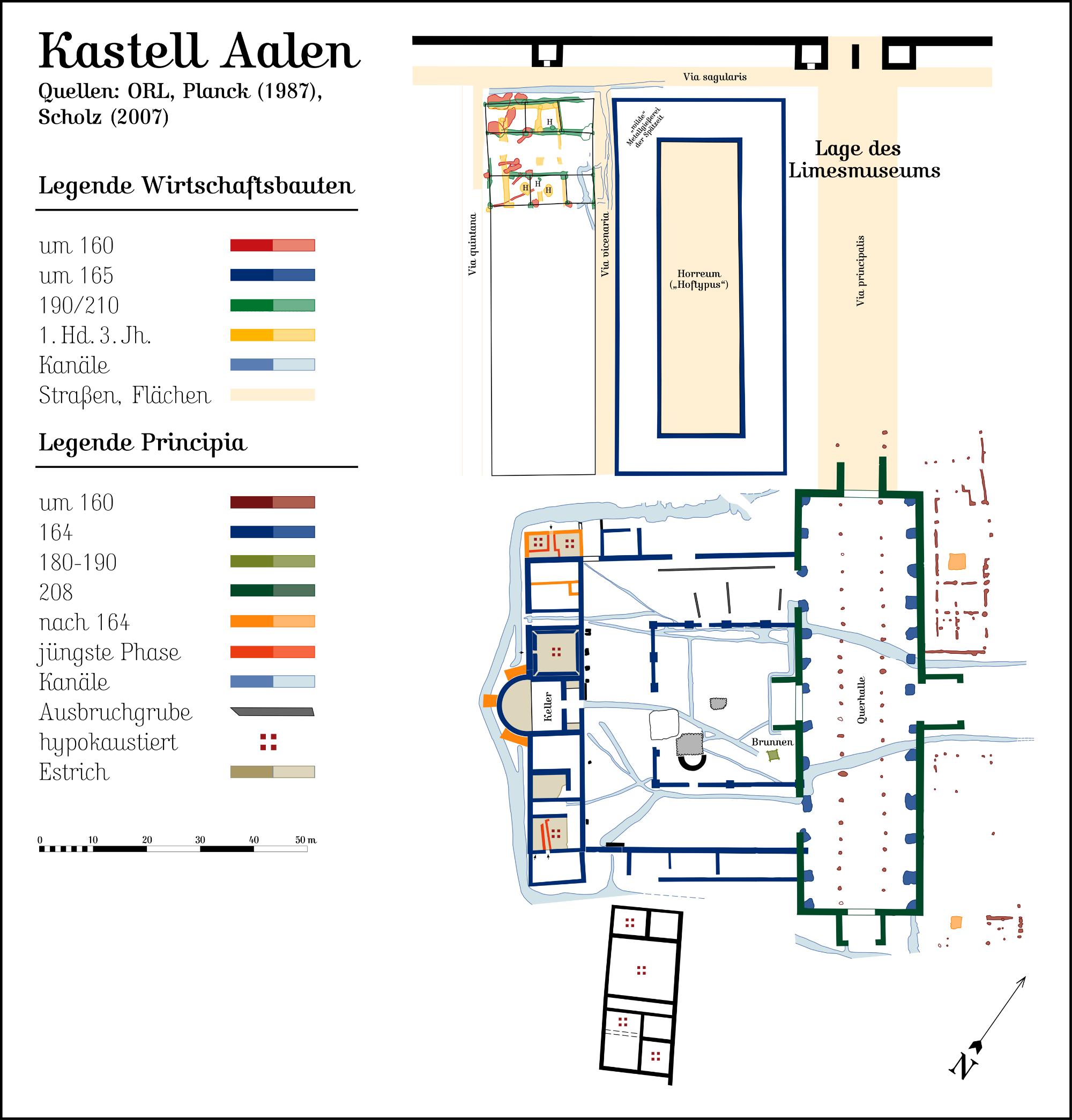
Die Principia und die nördlichen Wirtschaftsbauten. Teilweise rekonstruierte Bestandsaufnahme der bisherigen Forschungen

#### Straßen
Via principalis
Bei den von Planck geleiteten Untersuchungen an der sieben Meter breiten Via principalis, die in Aalen das nordwestliche mit dem südöstlichen Tor verband, konnte festgestellt werden, dass diese einen Belag aus sorgfältig überschottertem Kies besaß. Ihr Unterbau bestand aus einem bis dahin am Limes noch nie aufgedeckten Holzrost aus rund 0,3 m breiten Brettern, der vielleicht aus statischen Gründen aufgrund des weichen anstehenden Opalinustons verwendet wurde. Da die Straße von der Porta princialis sinistra bis zum Stabsgebäude einen Höhenunterschied von rund vier Metern überwinden muss, wurde sie zum Ausgleich in die Oberfläche vertieft. So entstand an ihren Rändern teils eine Böschung von über einem Meter.
Via sagularis
Im Jahre 2004 wurde ein kleiner Teil der Via sagularis im Bereich vor dem westlich des Nordwesttores gelegenen Zwischenturms aufgedeckt. Die Via sagularis umschließt als Ringstraße das Lagerinnere der meisten Kastelle. Es gelang den Archäologen jedoch nicht, diese Straße, welche nach der Planierung des Untergrundes aufgebaut worden war, in voller Breite zu erfassen. Der Unterbau bestand aus bis zu 80 Zentimeter hohen Kies- und Steinlagen. In ihrer untersten Lage bestand die Gründung aus groben Kalksteinen und einer Vielzahl von Pferdeknochen. In dieser Schicht wurde unter anderem ein runder Bronzebeschlag entdeckt, der feine Einlagen aus Millefioriglas in Schachbrettform aufwies. Nur im direkten Umfeld des Zwischenturms stellten die Ausgräber einen anderen Gründungsbelag aus Bauschutt, hauptsächlich Kalksteinsplitter und Mörtel, fest. Diese Splitter waren beim Zurechtschlagen von Handquadern für das Mauerwerk entstanden. Ebenfalls vorgefundene kleine Bruchstücke aus Kalktuffstein deuten auf die Herstellung von Architekturteilen hin. Als Einzelfundstück aus diesem Bereich ist ein zusammengefaltetes Bronzeblech mit Nagellöchern erwähnenswert. Für die Befestigung der Laufoberfläche verwendeten die Römer faustgroße Kiesel- sowie Kalkbruchsteine, welche gesetzt und festgestampft wurden. Wie schon bei Via principalis festgestellt, war dieser Grund abschließend mit geschütteten Bachkieseln bedeckt worden. In einer flachen Senke der Straße, die in der Antike vielleicht eine Pfütze gebildet hatte, wurde eine kleine Geldbörse freigelegt, die vier teils völlig abgegriffene Münzen enthielt: ein flavisches As, möglicherweise aus der Regierungszeit Kaiser Vespasians (69–79 n. Chr.), einen Dupondius und einen Sesterz des Kaisers Mark Aurel (161–180 n. Chr.) sowie einen wesentlich weniger benutzten, im Osten des Reiches hergestellten Denar aus den Jahren des Kaisers Severus Alexander (222–235 n. Chr.). Die Aufschüttung des Kieses musste von Zeit zu Zeit erneuert werden. In der unter dem Münzniveau liegenden, älteren Schicht, befand sich noch ein einst verlorengegangener Denar des Kaisers Caracalla (211–217 n. Chr.). Somit hatte die letzte Neubekiesung der Ringstraße zumindest in diesem Bereich in den Jahren zwischen 217 und 222 stattgefunden. Zwischen der Via sagularis und der Innenbebauung war ein rund ein Meter breiter und rund 60 Zentimeter tiefer Kanal angelegt worden. Sein Abstand zu den Bauten betrug ebenfalls rund einen Meter. Die Archäologen gehen davon aus, dass dieser Kanal einst abgedeckt war, wofür es jedoch bisher keinerlei fassbare Hinweise gibt.
Via vicenaria
Bei den Grabungen 2004 konnte an der Westecke des Horreums von der Via sagularis zur Via vicenaria auch ein Abschnitt dieser Querstraße untersucht werden. Dabei wurde zum Horreum hin ein überwiegend mit Bauschutt verfüllter, zweiphasiger Drainagekanal festgestellt. Vom Straßenbelag selber war die Schotterung noch deutlich erhalten. Der Aufbau dieses Straßenkörpers war wesentlich einfacher als an den Lagerhauptwegen gestaltet. Grundlage der Via vicenaria war eine dünne Bauschuttschicht, welche im Anschluss überkiest worden war. Anhand von deutlich trennbaren Stein- und Kiesschüttungen wurden Ausbesserungsmaßnahmen nachgewiesen, die im Laufe des langen Gebrauchs immer wieder notwendig geworden waren. Bemerkenswert war der Befund einer Konzentration von rund 15 Zentimeter langen Zimmermannsnägeln, welche in einer Straßenmulde die Zeitläufe überstanden hatten. Wie sich herausstellte, deutete die Lage dieser Nägel noch ihren einstigen Sitz in einer völlig vergangenen hölzernen Baukonstruktion an. Mit oder nach dem Ende des Kastells waren an dieser Stelle Gebäudetrümmer verstürzt und nicht wieder beseitigt worden. Daher verfaulten diese Holzbalken an Ort und Stelle. Der Schutt des Horreums war im Bereich der Grabung 2004 bis auf die Via vicenaria gerutscht, wobei es den Archäologen nicht mehr gelang, beide Schichten durchgehend voneinander zu trennen. Wie sich herausstellte, fanden sich unter dem Gestein des Speicherbaus auf dem Boden der Straße viele bereits vorzerkleinerte Buntmetallfunde für die Schmelze, welche während der Spätzeit des Kastells nahebei im Horreum eingerichtet worden war.

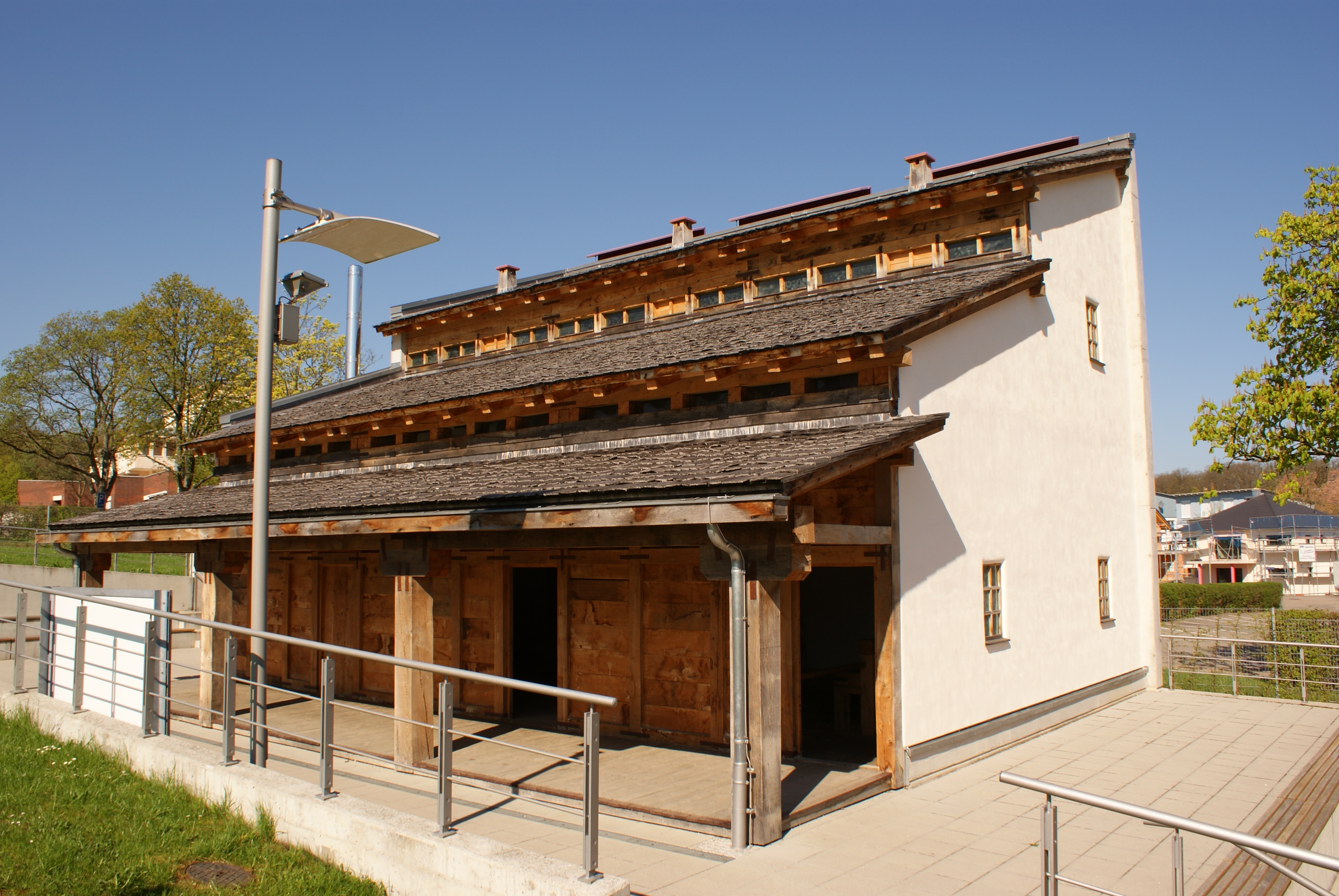
Rekonstruierter Teil einer Mannschaftsbaracke

#### Mannschaftsbaracken
Östlich der Via principalis, in der Praetentura, konnten Teile hölzerner Mannschaftsbaracken der frühen Bauphase aufgedeckt werden, die von zwei großen jüngeren Gruben mit datierbarem Fundmaterial aus dem 2. Jahrhundert überlagert werden. Diese Gruben weisen auf dort später errichtete Gebäude hin. In einer wurden große Fragmente eines eisernen Gesichtshelms aufgedeckt, in der anderen konnten nicht nur die Knochen eines fast vollständig erhaltenen, intakten Pferdeskeletts geborgen werden, sondern auch Teile einer seltenen Millefiori-Glasschale aus dem 3. Jahrhundert. Das wahrscheinlich männliche Pferd, zweifellos ein Reittier der Ala, wurde etwa dreieinhalb Jahre alt. Es hatte eine Widerristhöhe von 145 cm und war von schlanker, aber stämmiger Natur. Dieser Fund bestätigt mit vielen anderen, besonders aus dem Massengrab von Kastell Gellep, in dem über 30 Kavalleriepferden, teilweise mit ihren Reitern verscharrt worden sind, das durchschnittliche Stockmaß von 1,40 Metern.

#### Wirtschaftsbauten
Horreum
Außer den Principia sind bisher nur zwei weitere Steinbauten aus dem Kastellinneren im Bereich der Latera Praetorii, dem Lagermittelteil, bekannt. Eines dieser Bauwerke, das sich zwischen dem Stabsgebäude und dem Nordwesttor am Rand der Via Principalis entlangzieht, konnte erst durch die Ausgrabungen 2004 eindeutig identifiziert werden. Planck, der den Bau bereits teilweise angeschnitten hatte, dachte an ein großes Magazin (Horreum) vom sogenannten Hoftypus. Andere Überlegungen sahen in ihm ein Lazarett (Valetudinarium).
Der mit seiner Frontseite an die Via principalis grenzende rechteckige Steinbau hatte ein Gesamtausmaß von 60 × 26,5 Metern und besaß einen 47,33 × 13,6 Meter umfassenden rechteckigen Innenhof. Das bei der Ausgrabung 70 Zentimeter starke, im Opalinuston gegründete Fundament an der Südwest-Außenmauer, war in Abständen von rund sechs Metern aufgrund des nach Nordwesten abfallenden Geländes abgetreppt. An seiner Westecke konnten noch fünf gemauerte Quaderlagen über der Rollierung festgestellt werden, wobei die unterste Lage an allen überprüfbaren Stellen des Gebäudes aus bis zu 50 Zentimeter langen Bruchsteinen gesetzt worden war. All diese Lagen waren Bestandteile des Fundaments. Hinweise auf das aufgehende Mauerwerk wie ein Mauerrücksprung fehlten. Die tiefste Stelle des Bauwerks befand sich an der Nordecke. Diese war auf einem mächtigen, rund 90 × 80 × 20 Zentimeter großen Lauchheimer Kalksandsteinsockel gegründet. Bei Mauer, die den Innenhof umgab, war das Fundament deutlich flacher angelegt. Eine nur noch bruchstückhaft vorhandene Steinlage, welche an diese Fundamente anschloss, deutete der Ausgräber Scholz als Überrest einer einstigen Innenhofschotterung. Nachweisbar an drei Seiten, nördlich, westlich und östlich weisen die Raumkorridore zwischen Außenmauer und Innenhof eine innere Breite von sechs Metern (20 römische Fuß) auf. In den Rekonstruktionen schlägt der Ausgräber auch für die unbekannte, südliche Raumflucht diese Breite vor. Ursprünglich war zumindest in der untersuchten Westecke ein Holzdielenboden verbaut worden, der jedoch noch in römischer Zeit entfernt worden war. Von diesem Boden fanden sich noch im rechten Winkel zu den Mauern angeordnete Balkengräbchen. Zudem war es möglich, Abdrücke von Auflagebalken wahrzunehmen, die eine Luftzirkulation unter den Dielen ermöglichten. Da das Gebäude auf der ersten Planierschicht aus umlagerten Opalinuston mit zahlreichen Kalkbruchsteinen ruhte, ist es wohl bereits sehr früh entstanden. Es konnten keinerlei Zwischenwände festgestellt werden, was darauf hindeutet, dass eventuelle Raumteilungen aus Holz bestanden. Die Grabungen haben auch aufgrund fehlender spezieller Befunde Plancks Überlegungen, in dem Gebäude ein Horreum vom Hoftypus vor sich zu haben, bestätigt. Typisch für diese Bauten, welche die Römer auch im zivilen Bereich einsetzten, sind Kammerreihen, die sich um einen geschlossenen oder einseitig offenen Innenhof gruppieren. Dieser Befund ist an den Obergermanisch-Raetischen Limeskastellen bisher einzigartig und könnte ein besonderes Merkmal für Lager der Alae milliariae sein, die speziell für die Pferde ein besonders großes Futterdepot benötigten. Gegen ein Valetudinarium, das grundsätzlich einen gleichartigen Grundriss aufweist, spricht das Fehlen entsprechender Einrichtungen wie eines Wasserbeckens im Innenhof, einer eigenen Wasserversorgung des Gebäudes sowie von Latrinen. Zudem war für den Ausgräber Scholz der in Aalen angetroffene Bau selbst für eine tausend Mann starke Truppe zu groß.
In der Spätzeit des Kastells wurde, wie bereits erwähnt, zumindest teilweise der Holzboden entfernt. In der untersuchten Westecke richteten die Soldaten im Horreum sodann eine Buntmetallverarbeitungsstätte ein. Davon zeugen mehrere deutliche Brandstellen und für die Schmelzung vorzerkleinerte Altmetallgegenstände. Ein fast prägefrischer, Antoninian des Kaisers Volusianus aus dem Jahr 253, der aus der Werkstattschicht stammt, ordnet dieses Ereignis zeitlich ein. Hauptsächlich stammten die vorgefundenen Metalle von ausgedienten kavalleristischen Ausrüstungsgegenständen, darunter Fragmente von Paraderüstungen aber auch von zerborstenen Statuen. Zum Befund gehörten auch zahlreiche Gusströpfchen, angeschmolzene Teile und metallhaltige Schlacken. Alles deutet darauf hin, dass dort nur sehr provisorisch kurzfristig und primitiv gearbeitet wurde. In einer rechteckigen Grube von 0,9 × 1,3 Metern nahe der Westecke fanden sich weitere vorzerkleinerte Altmetallreste, darunter, besonders hervorzuheben, bronzene Verbindungselemente eines Schienenpanzers, ein Stilus, Nägel und ein Schwertriemenhalter. Dieses Konglomerat scheint in einer vergangenen Holzkiste untergebracht gewesen zu sein, da unter ihm eine auffallend rechteckige Verfärbung beobachtet wurde. An der Außenwand im Bereich der Westecke zur Via Vicenaria fanden sich noch Reste eines kleinen Stapels Dachziegeln, der ebenfalls in die Spätzeit gehört. Unter welchen Umständen diese provisorische Fabrica während des letzten Jahrzehnts des Raetischen Limes arbeitete, ist nicht erkennbar. Bestätigt werden kann jedoch, dass um 253 die Mauern des Horreums noch standen. Eine nachrömische Nutzung schließt der Ausgräber aus. Die aus dem Mittelalter oder der Neuzeit stammende Kulturschicht dicht unter der Grasnarbe zeugt vom Durchwühlen des Schutts im Speicherbau. In ihr fanden sich etliche fragmentierte und verwitterte Dachziegel. Die vorgefundene Menge genügt jedoch nicht, um Rückschlüsse auf die Dachdeckung dieses Bauwerks zu ziehen.
Hölzerner Wirtschaftsbau
Der Befund einer hölzernen Bebauung nordwestlich des Horreums, zwischen Via vicenaria und Via quintana überraschte die Archäologen bei ihren Forschungen 2004. Insgesamt konnten in diesem Abschnitt drei große Holzbauphasen unterschieden werden, in denen an einem Ort drei unterschiedlich gestaltete längliche Baracken, teils mit Feuerstellen, zu verschiedenen Zeiten errichtet wurden. Der abschließende Fundbericht zu diesem Grabungsabschnitt steht noch aus. Scholz rechnet an dieser Stelle jedoch mit einer Werkstatt.

#### Befunde und Fragestellungen
Neben dem späten Schienenpanzer fanden die Ausgräber im Grabungsareal 2004 über ein Dutzend grob geschmiedete Geschossspitzen, die verstreut in den jüngsten römerzeitlichen Schichten lagen. Scholz kam aufgrund dieser Funde zu neuen Fragen über die Spätphase und den Untergang des Lagers. Seiner Meinung nach könnte der Schienenpanzer einen Hinweis auf einen bisher nicht bekannten späten Truppenwechsel im Kastell geben. Er überlegte auch, die Geschossspitzen, die teils Stauchungen und Verbiegungen aufwiesen, einem Germanenangriff zuzuordnen, der vielleicht in den Krisenjahren 253/254 stattgefunden haben könnte, als Kaiser Valerianus unter anderem für die Verteidigung der Provinz notwendige, überlebenswichtige Kontingente der rätischen Armee abzog. Diese empfindliche Schwächung der Grenztruppen nützten die Germanen dann für massive Einfälle in die Provinz aus. Gestützt wird diese These auch durch die Befunde aus dem Vicus des nordöstlichen Grenzkastells Buch. Dessen Lagerdorf wurde im Jahr 254 n. Chr. durch ein Feuer, offenbar ebenfalls durch einen Angriff der Germanen ausgelöst, zerstört. Die Forschung konnte für das nordöstlich gelegene Kastell Buch jedoch nachweisen, dass die römische Siedelungskontinuität, auch nach dem Abzug der Besatzung, möglicherweise noch bis ins frühe 4. Jahrhundert andauerte.

#### Praetoriumoder ein weiteresHorreum
Das zweite länglich-rechteckige Steingebäude wurde im Lagermittelteil zwischen den Principia und der südöstlichen Lagerringsstraße errichtet. Wie während der RLK-Grabungen festgestellt werden konnte, folgte der Bau in seiner Ausrichtung nicht ganz dem durch die Lagerhauptstraßen vorgegebenen Raster, sondern ist mit seiner südlichen Schmalseite leicht aus diesem heraus in westliche Richtung gedreht. Zwischen dem Gebäude und der Via principalis dextra, der nach Südosten aus dem Kastell führenden Hauptstraße, besteht eine große Lücke in der das Bauwerk ohne Schwierigkeiten noch einmal Platz haben würde. Der Grund hierfür ist unbekannt. Da Überlegungen bestehen, in dem vielfach unterteilten Komplex einen Teil des Kommandanten-Wohnhauses (Praetorium) zu sehen, wurde angenommen, dass die anderen Flügel dieses Hauses in Fachwerkbauweise errichtet worden sind und daher bei den Ausgrabungen der RLK nicht erkannt wurden. Andere Meinungen gehen dahin, in der massiven Baustruktur weitere Horrea zu erkennen, da die RLK dort auf größere Mengen verkohlten Getreides stieß. Da neuzeitliche Ausgrabungen bisher fehlen, sind weitere Aussagen zu dem Bauwerk Spekulation.

#### Stabsgebäude

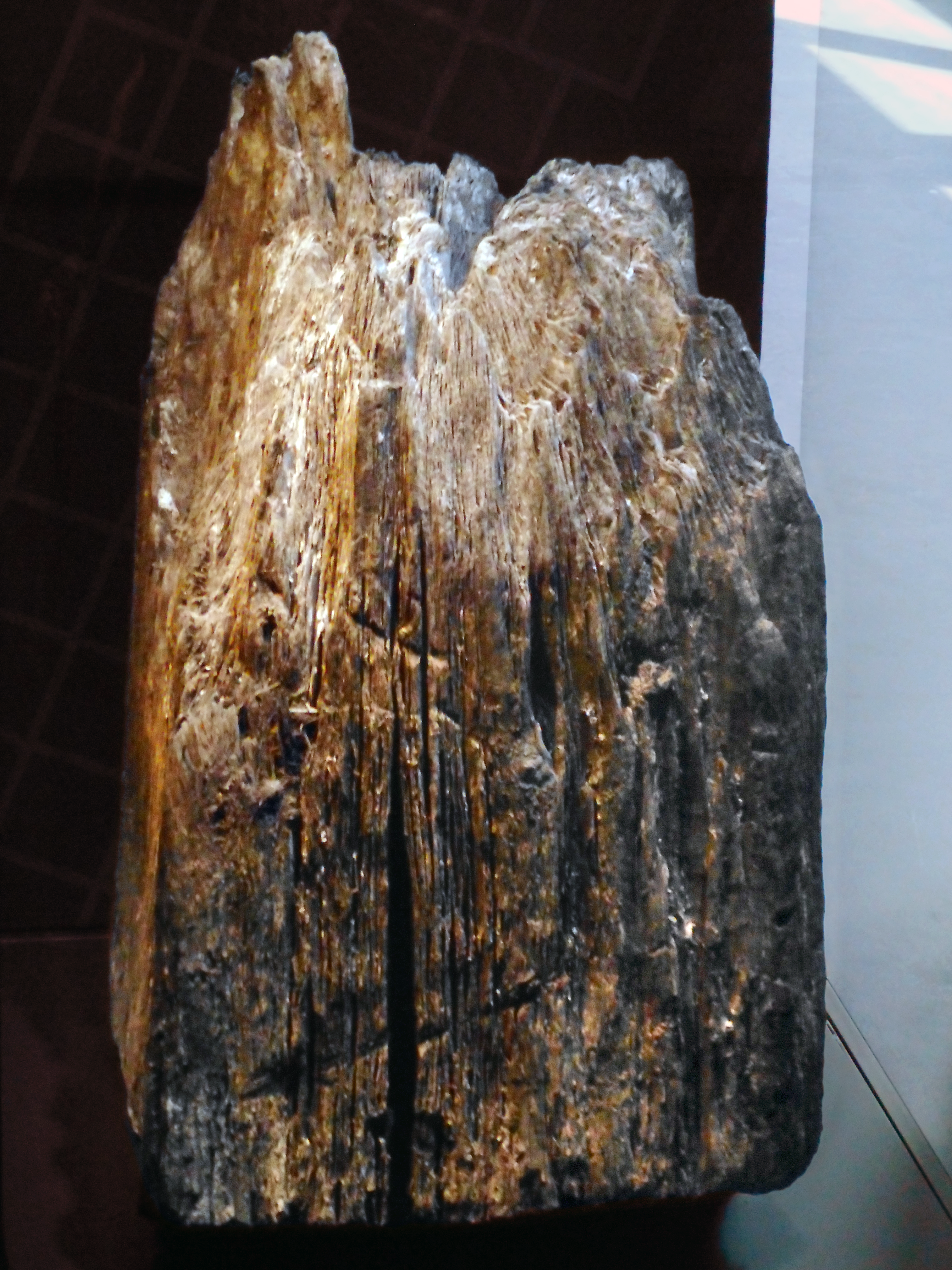
Einer der mächtigen Eichenholz-Träger aus der um 160 n. Chr. errichteten Vorhalle

In die gleiche Zeitstellung wie die Baracken gehört wohl auch eine hölzerne Pfostenreihe im Bereich der späteren Vorhalle an den Principia, die als mögliche kurzfristige älteste Überdachung der Via principalis gedeutet werden kann. Nach nur wenigen Jahren wurde diese leichte Überdachung für den Bau einer mächtigen, massiven hölzernen Vorhalle niedergelegt, die wie üblich rittlings über der Via principalis saß. Ihre großen vierkantigen, rund 0,4 m breiten Eichenträger waren im Opalinuston sehr gut erhalten geblieben. Die römischen Erbauer hatten diese Träger im Boden auf sechs bis neun Zentimeter dicke Eichenbohlen gestellt, um den Gewichtsdruck auf die Fläche zu verteilen und ein Absinken in den Boden zu verhindern. Bei der dendrochronologischen Untersuchung des Holzmaterials wurde ein einheitliches Fälldatum von 160 ± 10 n. Chr. ermittelt. Diese für Kastelle jener Zeit typischen Vorhallen dienten als repräsentative Mehrzweckräume. Im Bereich der eigentlichen Principia mit ihren im Karree um einen rechteckigen, 22 auf 24 Meter großen Innenhof angeordneten Dienst- und Verwaltungsräumen konnte keine vorausgehende Holzbebauung ausgemacht werden. Durch die hier aufgefundene Bauinschrift aus der Regierungszeit von Kaiser Mark Aurel und seines Mitregenten Lucius Verus war es Géza Alföldy möglich, ihre Fertigstellung eindeutig auf den Zeitraum von Ende 163 bis Ende 164 n. Chr. zu datieren. Demnach ist die hölzerne Vorhalle zeitgleich mit dem Steinbau des Stabsgebäudes entstanden. Das Datum überschneidet sich außerdem mit der dendrochronologisch auch an anderen Stellen nachgewiesenen Palisadenausbauphase des Rätischen Limes. So wurde der Verbau von Hölzern an der Provinzgrenze von Germania superior und Raetia beim Kleinkastell Kleindeinbach in das Jahr 164 n. Chr. datiert und auch bei dem westlich vom Limestor Dalkingen gelegenen Schwabsberg ließen sich diese Palisadenhölzer der Zeit um 165 n. Chr. zuordnen. Die umlaufenden, an der Rückseite teilweise beheizbaren Räume der Principia, die im Laufe der Zeit Veränderungen erfuhren, sind rund 10,6 Meter breit. Den Forschern fiel auf, dass es in diesem Gebäude keine der sonst üblichen Waffenkammern (Armamentaria) gegeben hat. Im Innenhof wurde mitten im Bereich seines rückwärtigen, acht Meter breiten Zugangs eine 5 × 5 Meter große und rund einen Meter tiefe holzverschalte Zisterne freigelegt, die an dieser deplatzierten Stelle möglicherweise erst aus dem Mittelalter stammt. Im südlichen Eck des Hofes befand sich ein 4 × 4 Meter großes rechteckiges Fundament, auf dem eine nach Südosten abgeschlossene Apsis gemauert war. Die Forschung glaubt, dass sich hier ein Wasserbecken befand, hinter dem in der Apsis vielleicht die Statue einer Quellnymphe stand. In der östlichen Innenhofecke wurde mit einem rund elf Meter tiefen Brunnen dessen sehr gut erhaltene verzapfte Holzverschalung aufgedeckt. Die Untersuchung ergab ein Fälldatum von 179 ± 10 n. Chr. Der Brunnen barg indes nur wenige Funde.

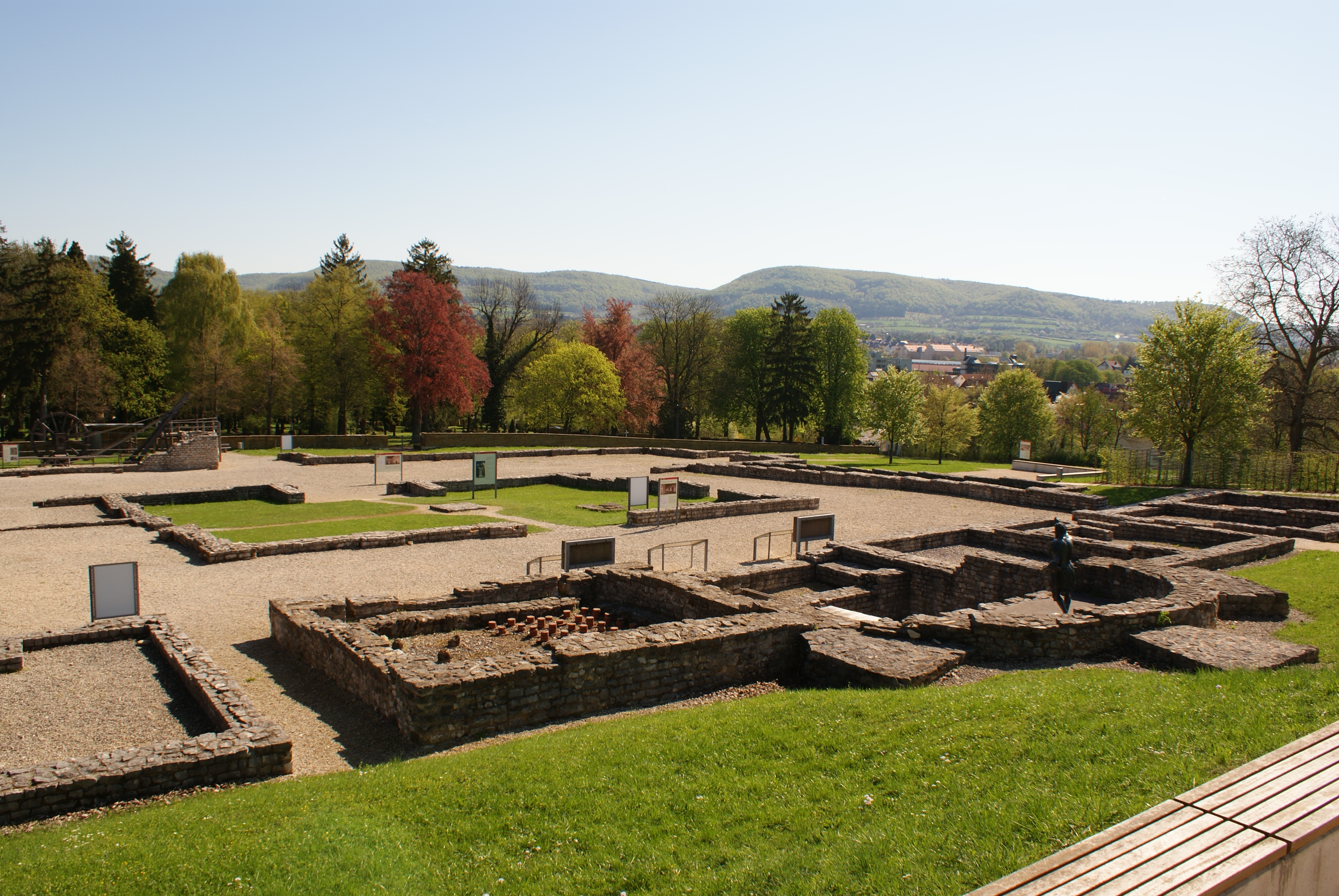
Die Rückseite des Stabsgebäudes. Deutlich sind am rechten Bildrand die mächtigen Verstärkungen der Apsis zu erkennen.

Aus der Mitte der rückwärtigen Wand des Stabsgebäudes wölbt sich die nachträglich massiv verstärkte fünf Meter tiefe Apsis des Fahnenheiligtums (Aedes principiorum). Hier wird deutlich, dass es sich bei diesen Principia um ein mächtiges Repräsentationsgebäude mit drei oder vier Begehungsniveaus gehandelt hat. Die Ausgestaltung des Heiligtums mit Apsiden ist in den Kastellen ab der Mitte des 2. Jahrhunderts zu beobachten. Der Raum vor der Apsis, in dem die Standarten der Einheit standen, hatte eine lichte Weite von 7,5 × 7,5 Metern. Planck nimmt an, dass der vordere Bereich dieses Raumes für einen Treppenaufgang in die obersten Stockwerke reserviert war. In dem teilunterkellerten Fahnenheiligtum befand sich ein 4,5 × 7,5 m großer und rund 1,8 m hoher Keller (Aerarium) für die Truppenkasse, der wohl durch eine Leiter begehbar war. Als Kellerdecke dienten Holzbalken und -planken. Im Schutt des Kellers konnten unter anderem 32 Silbermünzen sowie Gold- und Silberschmuck geborgen werden. Zudem fanden sich neben Militaria von Standarten eine Vielzahl von Bronzefragmenten, die zu einer kaiserlichen Panzerstatue der ersten Hälfte des 3. Jahrhunderts n. Chr. gehört haben. In der Apsis des Heiligtums war der antike Estrich erhalten, daher konnten auch deutliche Spuren einer einst eingebauten runden Steinbank aufgefunden werden. Der 1984 getätigte Fund eines Aureus noch aus der Regierungszeit des Kaisers Vespasian (69–79) im Estrichboden wird als Bauopfer gedeutet. In einer der aufgefundenen Inschriften wird das Fahnenheiligtum als Capitolium bezeichnet. Zum damaligen Zeitpunkt war dies das erste Mal, dass die Forschung eine gesicherte Bezeichnung für diesen Bereich des Stabsgebäudes vorweisen konnte. Die Inschrift gehört damit zu den bedeutendsten Funden aus dem Reiterkastell. Im Aalener Heiligtum wurden wahrscheinlich Jupiter bzw. die Kapitolinische Trias verehrt. Dazu hatte bereits die RLK 1895 ein ehemals vergoldetes Bronzeblech mit der Abbildung der dolichenischen Götter (Iupiter Dolichenus, Iuno Regina, Minerva) aus dem Aerarium geborgen, das ins fortgeschrittene 2./frühe 3. Jahrhundert datiert wird. Auch eine 1973 bei Renovierungsarbeiten an der direkt vor der einstigen Porta praetoria gelegenen St.-Johannis-Kirche wiederverwendete Weihinschrift des Decurios Titus Vitalius Adventus der Ala II Flavia für Iupiter Dolichenus könnte aus dem Capitolium stammen. Im südlichsten Raum des Rückgebäudes, der von inneren Umgang des Stabsgebäudes direkt zu betreten ist und heizbar war, wurden 1986 Ziegelstempel der Legio VIII Augusta aus Straßburg sowie der Ala II Flavia freigelegt. Nach knapp 44 Jahren wurde die hölzerne Vorhalle durch einen repräsentativen, reich gegliederten und massiven rund 65 × 21 Meter großen Steinbau ersetzt. Auch durch die drei mit nach außen weisende Zungenmauern versehenen Eingänge zur Via principalis und zur Via praetoria hin wird hier durch ein besonders eindrucksvolles Beispiel römischer Repräsentationsarchitektur im Grenzgebiet der Anspruch und Machtausdruck Roms deutlich. Im Bereich dieser Halle konnten die Reste von drei Bauinschriften geborgen werden. Alföldy datierte alle drei in das Jahr 208, der Regierungszeit des Kaisers Septimius Severus (193–211) und seiner beiden Söhne Caracalla und Geta. Somit ist das Entstehungsjahr der neuen Vorhalle sowie die Renovierung bzw. der Umbau der Principia wohl bekannt. Eine der Inschriften erwähnt, dass die Ala II Flavia unter dem Kommando eines kaiserlichen Legaten einige Gebäude wiederherstellte. Auf zwei Bauinschriften des Jahres 208 (siehe unten) wird die Bezeichnung Principia erwähnt. In einem der Räume rechts des Capitoliums war bereits im Oktober 1895 der aus Keupersandstein bestehende zwölf Zentimeter große Kopf einer Statuette des Genius Alae, des Schutzgeistes der Reitertruppe, aufgefunden worden, der eine Mauerkrone (Corona muralis) trug.
Ein Denar aus der Zeit des Kaisers Aemilianus, datierbar in dessen erstes Regierungsjahr 253 und geprägt in Antiochia, bildete nach den Grabungen 1978–1986 die Schlussmünze aus dem Kastellareal. Sie weist neben deutlichen Brandspuren an den Gebäuden auf das Ende der Garnison und des Lagerdorfes hin. Ebenfalls in dieses Jahr, jedoch etwas früher geprägt, gehört der jüngste Münzfund, der während der Grabung 2004 am Magazinbau aus dem Boden kam. Hierbei handelte es sich um einen Antoninian des Kaisers Volusianus, der 253 starb.

### Bauinschriften
Die älteste Bauinschrift aus den Jahren 163/164 unter der Regierung des Kaisers Mark Aurel lautet:
[Imp(eratori) Caes(ari)] M(arco) Aur[elio Anto]

[nino Aug(usto)] p(ontifici) m(aximo) t[ribunicia]

[pot(estate) XVIII] imp(eratori) II [co(n)s(uli) III p(atri) p(atriae) et]

[Imp(eratori) Caes(ari) L(ucio)] Aureli[o Vero Aug(usto)]

[Armenia]c(o) trib(unicia) pot(estate) III[I imp(eratori) II]

[co(n)s(uli) II su]b cura Bai P[uden]

[tis proc(uratoris) per ala]m II F[l(aviam) |(milliariam) p(iam) f(idelem)]

[fecit?…]ius Lo[lli]an[us? praef(ectus)]

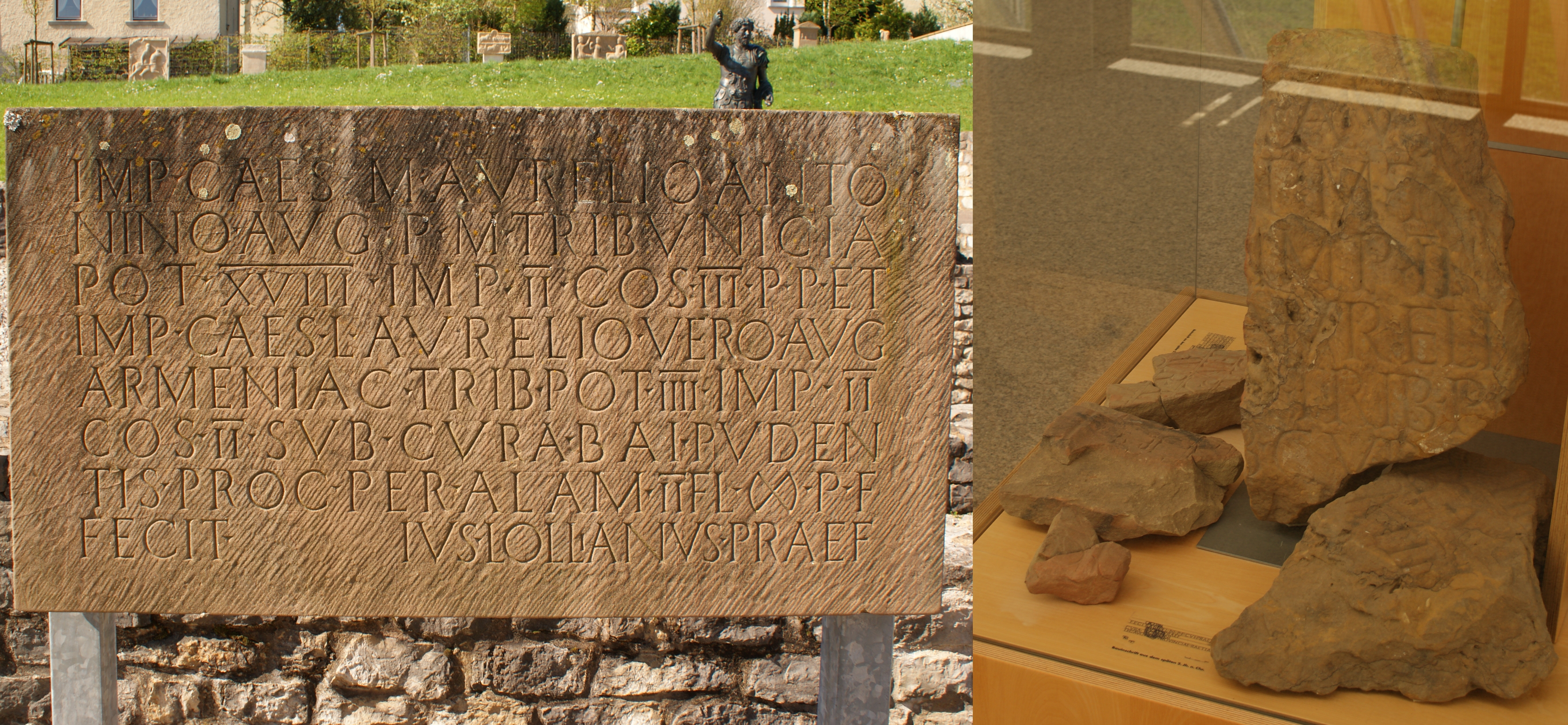
Nachbildung (links) und Bruchstücke (rechts) der Bauinschrift unter Mark Aurel im Limesmuseum Aalen

Übersetzung: „Für Kaiser Marcus Aurelius Antoninus Augustus, dem Oberpriester, als er die tribunizische Gewalt zum 18. Mal innehatte, Imperator zum zweiten Mal, Konsul zum dritten Mal war, dem Vater des Vaterlandes und dem Imperator Caesar Lucius Aurelius Verus Augustus, dem Armenischen, als er die tribunizische Gewalt zum vierten Mal innehatte, Imperator zum zweiten Mal, Konsul zum zweiten Mal war, wurden die Principia unter der Oberaufsicht des Provinzstatthalters Baius Pudens von der Ala II Flavia milliaria, der getreuen und zuverlässigen unter dem Oberbefehl des Kommandeurs …ius Lollianus errichtet.“
Eine weitere Bauinschrift aus dem Jahr 208 n. Chr. unter Septimius Severus:
[I]mp(eratori) [C]aes(ari) [L(ucio)] Sept(imio) Severo P[io Pe]rt[inaci]

[A]ug(usto) [Ar]ab(ico) Adiab(enico), P[ar]t(hico) max(imo), [pontif(ici) max(imo)],

[t]rib(unicia) [po]t(estate) XVI, im[p(eratori) XII, co(n)s(uli) III, proco(n)s(uli), p(atri) p(atriae), et]

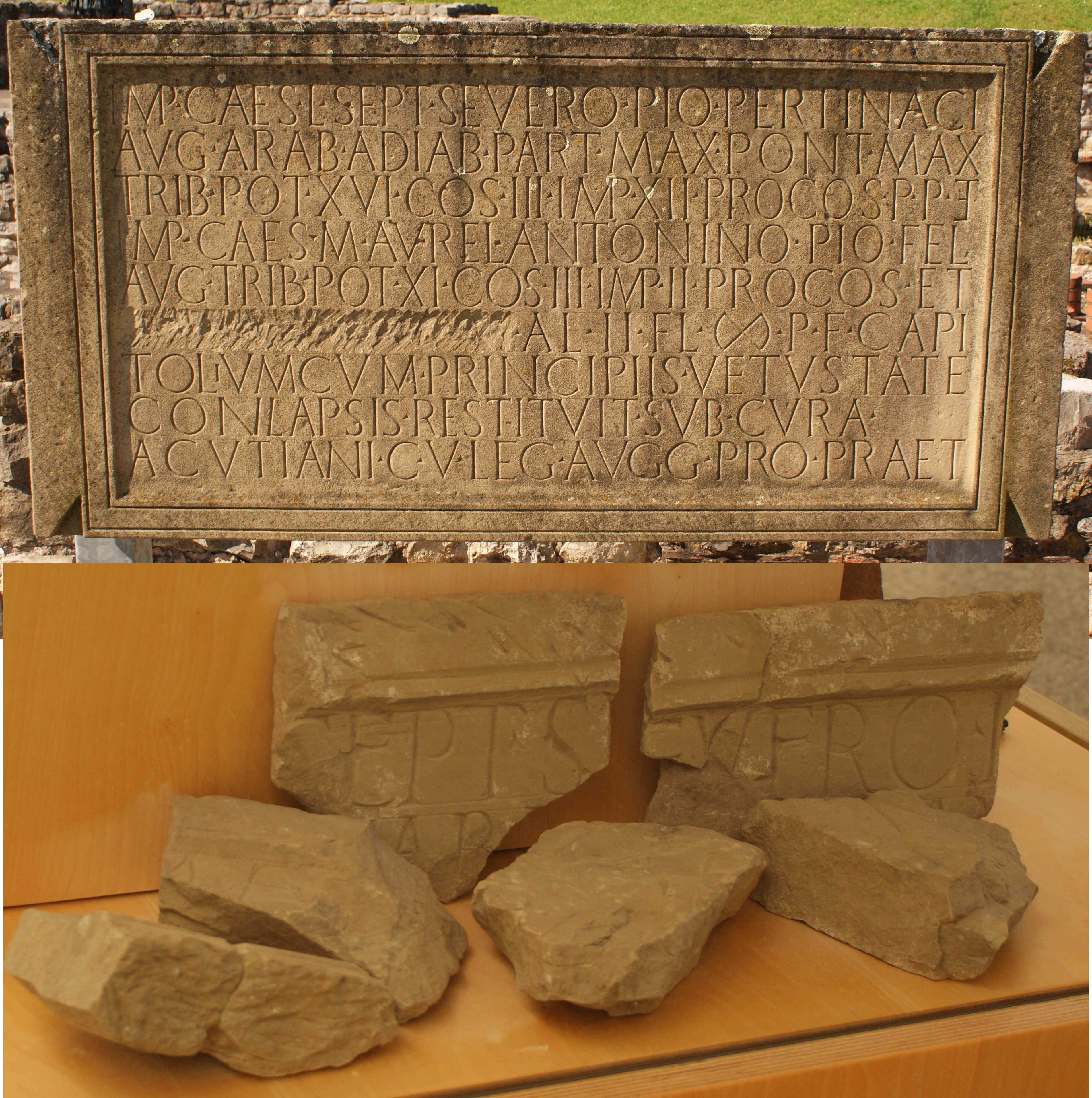
Bauinschrift Septimius Severus im Limesmuseum; oben Nachbildung im Freigelände, unten Bruchstücke im Museum

Imp(eratori) [Ca]es(ari) M(arco) [Aurelio Antonino Pio Fel(ici)]

Au[g(usto), tri]b(unicia) p[ot(estate) XI, co(n)s(uli)] III, im[p(eratori) II, proco(n)s(uli), et]

[[P(ublio) S[eptimio Getae] Caes(ari)]], [al(a) II Fl(avia) |(milliaria) p(ia) f(idelis)],

[cui praeest ---]ius [---, sub cura]

[--- Acutiani], c(larissimi) [v(iri), le]g(ati) Au[gg(ustorum) pro praet(ore)]

[provinciae Raet]iae, [pr]in[cipia restituit]
Übersetzung: „Für Kaiser Lucius Septimius Severus, dem Frommen, Beharrlichen, dem Erhabenen, dem Arabischen, Adiabenischen, dem größten Parthischen, dem Oberpriester, als er die tribunizische Gewalt zum 16. Mal innehatte, Imperator zum zwölften Mal war, Konsul zum dritten Mal, dem Prokonsul, Vater des Vaterlandes und dem Kaiser Marcus Aurelius Antoninus Pius, dem Glücklichen, Erhabenen, als er die tribunizische Gewalt zum elften Mal innehatte, Konsul zum dritten Mal war, Imperator zum zweiten Mal, dem Prokonsul und Publius Septimius Geta, Caesar hat die Ala II Flavia pia fidelis milliaria unter dem Kommandeur …ius unter der Oberaufsicht des Acutianus, Statthalter der Provinz Rätien die Principia wiederherstellen lassen.“
Ebenfalls aus dem Jahr 208 ist folgende Bauinschrift bekannt:
[Imp(eratori) Caes(ari) L(ucio) Sept(imio) Severo Pio Pertinaci]

[Aug(usto), Arab(ico)‚ Adiab(enico), Part(hico) max(imo), pont(ifici) max(imo)],

[trib(unicia) pot(estate) XVI, co(n)s(uli) III, i]mp(eratori) XII, [proco(n)s(uli), p(atri) p(atriae), et]

Imp(eratori) Caes(ari) M(arco) [Aurel(io) Ant]on[ino Pio Fel(ici)]

Aug(usto), trib(unicia) p[ot(estate) XI, co(n)s(uli) III, imp(eratori) II, proco(n)s(uli), et]

[[P(ublio) S[e]pt(imio) [Get]ae Cae[s(ari)]] al(a) II Fl(avia) milliaria) p(ia) f(idelis) C]ap[i-]

tol[i]um cum pri[ncipiis vetust]at[e]

conlap[sis restituit sub cura ---]

A[cu]tian[i, c(larissimi) v(iri), leg(ati) Augg(ustorum) pro praet(ore)]
Übersetzung: „Für Kaiser Lucius Septimius Severus, dem Frommen, dem Beharrlichen, dem Erhabenen, dem Arabischen, dem Aadiabenischen, dem größten Parthischen, dem Oberpriester, als er die tribunizische Gewalt zum 16. Mal innehatte, Konsul zum dritten Mal war, Imperator zum zwölften Mal, dem Proconsul, dem Vater des Vaterlandes und dem Kaiser Marcus Aurelius Antoninus, dem Frommen, Glücklichen, dem Erhabenen, als er die tribunizische Gewalt zum elften Mal innehatte, Konsul zum dritten Mal war und Imperator zum zweiten Mal, dem Prokonsul und Publius Septimius Geta Caesar hat die Ala II milliaria, die Zuverlässige und Getreue das Fahnenheiligtum und die durch Alter verfallene Principia wiederhergestellt unter der Oberaufsicht des Statthalters Acutianus.“
Karlheinz Dietz hat sich 1993 kritisch zu diesem Rekonstruktionsversuch des Textes in der Bauinschrift geäußert. Seiner Meinung nach ist die Stelle capitolium cum principiis (das Fahnenheiligtum und das Stabsgebäude) falsch interpretiert worden. Richtig wäre seiner Meinung nach die Lesart praetorium cum principiis (das Wohnhaus des Kommandanten und das Stabsgebäude), da das Fahnenheiligtum mit der Principia eine bauliche Einheit bildete und daher in einer Bauinschrift nicht separat erwähnt worden wäre. Dietz geht außerdem davon aus, dass unter anderem auch die in der Principia aufgefundene Inschrift AE|1989|583 ebenfalls im Jahr 208 entstand und rekonstruiert aus dem dort fragmentarisch genannten Statthalter Scribonius und dem durch die oben genannten Bauinschriften fragmentarisch lesbaren Namen des Statthalters Acutianus eine Person: Scribonius Acutianus.

## Vicus, Thermen und Gräberfeld
Der Vicus, das Lagerdorf, das sich rasch um die meisten Kastelle entwickelte, bot in seinen Frühphasen zunächst der jeweiligen Garnison jene zusätzliche Infrastruktur, die das militärische und private Leben der Soldaten ergänzte. Unter anderem lebten dort die Familien der Stationierten, boten Schankwirte, Handwerker, Händler und Bauern Möglichkeiten der Freizeitgestaltung sowie des Erwerbs regionaler und überregionaler Güter. Oftmals entwickelten die Lagerdörfer unabhängig vom Kastellbetrieb ein dynamisches Eigenleben. Nicht wenige Bewohner brachten es, besonders auch durch den Handel mit Ferngütern, zu einigem Wohlstand und konnten sich teilweise hochwertige Grabmonumente leisten. So finden sich in den Dörfern des Limesgebietes nicht nur die typischen hölzernen Langhäuser entlang der Ausfallstraßen des Kastells, sondern auch aufwendige Steinbauten mit hypokaustierten Räumen, die in ihrer Gesamtstruktur manchmal stadtartigen Charakter annehmen konnten.
Der Vicus von Aalen kann in großen Bereichen durch die Bebauung des 20. Jahrhunderts nicht mehr erforscht werden. Vielfach wurden Zufallsfunde gemacht und Notgrabungen angesetzt. Daher kann nur die ungefähr bebaute Fläche ermittelt werden. Fest steht seine Ausdehnung im Nordosten, Osten und Südosten über die Aal hinweg und bis zum Kocher. Einer der bedeutendsten Steinbauten der Zivilsiedlung ist 1882 genau vor den Spitzgräben der Nordostecke des Kastells aus dem Boden gekommen. Auch er verschwand durch die spätere Stadtentwicklung. Fast alle Räume des länglichen, in nordwestliche Richtung gedrehten großen Gebäudes waren mit Hypokaustheizung ausgestattet. Er wurde von seinen Ausgräbern als Kastellbad (Balineum) angesprochen, was jedoch heute in Frage steht, da typische Merkmale fehlen. Besonders die beiden turmartigen rechteckigen Anbauten, welche die südöstliche Stirnwand flankierten, ließen Zweifel aufkommen. Im Schutt des Hauses wurden Stempel der Ala II Flavia entdeckt, die zeigen, dass das Gebäude unter Führung der Garnison von Aalen errichtet und somit sicher auch in irgendeiner Form vom Militär genutzt wurde. Ein weiterer größerer Baukomplex konnte 1897 südöstlich des hypokaustierten Gebäudes, 60 Meter vor der Prätorialfront des Kastells, in Teilen aufgedeckt werden, als die Leichenhalle für den städtischen Friedhof errichtet wurde. Die Mauern des Hauses standen rechtwinklig zueinander und bildeten, ähnlich wie bei einem Schachbrett, jeweils ungefähr gleich große rechteckige Räume. An der vielleicht als Außenwand anzusprechenden Westmauer wölbte sich eine Apsis aus einem dieser Räume. Steimle mutmaßte, dass dies die Reste eines Wohnhauses gewesen sein könnten. Genau in der Achse dieses Bauwerks, jedoch 130 Meter von der Prätorialfront entfernt, wurde 1980 durch den Bau eines Wohnhauses ein weiteres großes Gebäude des Lagerdorfes endgültig zerstört, das vorher teilweise noch erforscht werden konnte. Besonders aufgrund eines 10 × 10 Meter großen Hypokaustraumes, der aus südöstlicher Richtung beheizt worden war, kam die Überlegung auf, diese Überreste als Teil des Kastellbads anzusprechen. Große Schwierigkeiten bei der Auswertung bereitete der Umstand, dass bereits vor der damaligen Grabung weite Bereiche des Gebäudes durch Fundamente der modernen Bebauung unkenntlich gemacht worden waren. Planck sprach sich dafür aus, den 1897 freigelegten Bau mit der Entdeckung von 1980 als einen sehr großen Thermenkomplex anzusprechen. Bereits bei ihrer Kasernierung in Heidenheim (Aquileia) hatte der Ala II Flavia eine vergleichbar große Badeanlage zur Verfügung gestanden, die 1980 ergraben und anschließend konserviert werden konnte. Auf einer Fläche von rund 150 Metern konnten 1938 auf der Flur Neue Breite weitere Erkenntnisse zum Vicus gewonnen werden. Neben Gebäudestrukturen des 2. und 3. Jahrhunderts waren besonders sieben mit Holzschalung versehene Brunnen für die Forschung interessant. Für die Nachwelt wurde bisher in Aalen kein Bauwerk der Zivilsiedlung gerettet.
Traditionell wird das Brandgräberfeld von Aalen auf der Flur Krähenbühl am Aalener Burgberg verortet. Hier konnte 1925 ein rund 40 Quadratmeter umfassender Verbrennungsplatz des 2. und 3. Jahrhunderts dokumentiert und rund 90 Meter östlich davon das Fundament einer großen Grabanlage festgestellt werden. Diese Feststellung wurde in der Vergangenheit unter anderem auch von Philipp Filtzinger und Dieter Planck in verschiedenen Veröffentlichungen vertreten. Es gibt jedoch Stimmen, die im Bereich der Brandspuren eine bisher unbekannte Villa Rustica vermuten. Martin Kemkes, wissenschaftlicher Leiter des Limesmuseums in Aalen, kam zudem zur Überlegung, in dem bisher als Grabmal interpretierten Befund vielleicht den Überrest eines öffentlichen Monuments zu sehen. Die 1925 ergrabenen Fundamente bestanden aus zwei quadratischen, rund 2 × 2 Meter großen steinernen plinthenartigen Sockeln, die in einem Abstand von rund 3,3 Metern symmetrisch zueinander angeordnet waren. Im Bereich zwischen den Sockeln stellten die Ausgräber eine sauber ausgeführte Pflasterung mit zumeist länglich-rechteckigen, bis zu über einem Meter langen Steinen fest. Dieses Pflaster setzte sich in einer Richtung noch rund 1,5 Meter fort.

## Wasserversorgung
Die in der Aalener Latera praetorii (Mittelteil) und in den der Via principalis nahen Teilen der Praetentura festgestellten drei Brunnen können nur einen kleinen Teil der für eine rund 1000 Reiter starken Truppe benötigten Wasserbedarf gedeckt haben, wenn man nur den Wasserbedarf eines Pferdes mit täglich rund 20 bis 50 Litern, zu Grunde legt. Marcus Junkelmann errechnete für eine Ala milliaria zwischen 1200 und weit über 2000 Pferde. Auch wenn man davon ausgeht, dass es in den unerforschten Lagerbereichen weitere Frischwasserstellen gab, ist bis heute unklar, wie das auf einer Hochfläche gelegene Kastell mit den benötigten Wassermengen versorgt werden konnte. Wichtig war dazu sicher die Aal.

## Truppe und Offiziere
Die einzige für das Kastell bezeugte Truppe, die rund 1000 Mann starke berittene Auxiliareinheit Ala II Flavia milliaria entstand wohl unter den Flaviern. Eine frühere Erklärung ihres Ursprungs ging davon aus, dass dieses Regiment nach dem Bataveraufstand 69/70 n. Chr. im rheinischen Gebiet geformt wurde. Damals wurde die Rheinarmee unter der Herrschaft Kaiser Vespasians (69–79) aus Resten älterer Einheiten und zusammen mit der Ala I Flavia Gemina neu organisiert. Während letztere aus dem Raum Mogontiacum wohl zwischen 83 und 122 n. Chr. zunächst ins 5,2 ha große Kastell Heddernheim verlegt wurde, soll die Ala II Flavia milliaria ebenfalls von Mainz aus vielleicht ebenfalls schon 83 n. Chr. ins Wetterauer Limesgebiet zum Kastell Okarben gekommen sein. Die neuere Forschung geht jedoch davon aus, dass die Ala II Flavia milliaria bereits unter Vespasian gleich nach Raetia (Rätien) abgestellt worden ist. In der Vergangenheit war die Ala II Flavia milliaria mit der auf obergermanischen Militärdiplomen von 74 und 82 n. Chr. genannten Ala II Flavia gemina gleichgesetzt worden, was eventuell zu Verwechslungen geführt hat. Es besteht die Möglichkeit, dass die Ala II Flavia milliaria ab mindestens 77/78 n. Chr. bereits in Raetia anzutreffen war. Im Kastell Günzburg (Guntia) fand sich das Bruchstück einer Bauinschrift aus jenen Jahren, die der Praefectus (Kommandant) einer Ala milliaria aufstellen ließ. Der Name der Einheit blieb jedoch nicht erhalten. Da das römische Reich nicht über mehr als sieben oder neun Alae milliariae verfügte, gibt es nur wenige Möglichkeiten, welche Truppen in Frage kommen. Zudem fand sich nahe dem Kastell Guntia ein Ziegelstempel, der vielleicht eine Ala II Flavia nennt. In die historische Abfolge der Grenzverlegungen von der Donau nach Norden (Günzburg, Heidenheim, Aalen) würde eine Verortung der Ala nach Guntia passen.
Als Lucius Antonius Saturninus, Statthalter der Provinz Germania superior (Obergermanien), im Januar 89 n. Chr. sich gegen Kaiser Domitian (81–96) erhob und sich von seinen beiden dort stationierten Legionen, der Legio XIIII Gemina und der Legio XXI Rapax, zum Imperator ausrufen ließ, stellte sich die Ala II Flavia auf die Seite Domitians, was ihr nach der Niederschlagung des obergermanischen Aufstandes durch den Statthalter von Germania inferior (Niedergermanien), Aulus Bucius Lappius Maximus, den ehrenden Beinamen pia fidelis Domitiana („die domitianische, treu und zuverlässig“) einbrachte. Mit der Damnatio memoriae, dem staatlich verordneten Auslöschen der Erinnerung an Kaiser Domitian, wird das „Domitiana“ wieder zurückgenommen. Erstmals in der Provinz Raetia wird die II Flavia Pia Fidelis Milliaria durch das Weißenburger Militärdiplom vom 30. Juni 107 n. Chr. genannt. Ihr damaliger Standort kann im 5,28 Hektar großen und 20 Kilometer südlichen Kastell Heidenheim festgemacht werden, das um 90 n. Chr. – wohl bereits von der flavischen Ala II – erbaut worden war. Dort fand sich das Bruchstück eines Reitergrabmals dieser Truppe. Mit der Vorverlegung des Limes in den Raum des Remstals erhielt auch die Ala II Flavia milliaria ihren neuen und höchstwahrscheinlich letzten Standort. Sie erbaute das Kastell Aalen. Neben den dort aufgefundenen steinernen epigraphischen Zeugnissen der Truppe wird sie noch in etlichen rätischen Militärdiplomen bis 166 n. Chr. genannt. 222 erhält die Truppe von Kaiser Severus Alexander (222–235 n. Chr.) den Ehrentitel „Alexandriana“, verliert diesen jedoch mit dem Tod und der Damnatio memoriae auch dieses Herrschers wieder. Eine Ala milliaria stellte ein bedeutendes Kampf- und Machtpotential dar.
Die Alae milliariae sind wohl nicht vor flavischer Zeit (69–96 n. Chr.) entstanden. Sie unterstanden dem Befehl eines Praefectus und waren in 24 Turmae (Schwadrone) gegliedert, die von je einem Decurio (Rittmeister) geführt wurden. Der Dienstgrad eines Praefectus konnte aufgrund der wenigen Alae milliariae nur selten vergeben werden und stand nicht nur in ausgesprochen hohem Ansehen, sondern war, wie einzelne überlieferte Karrieren zeigen, ein Sprungbrett zu höchsten Ämtern. Im Rang stand der Kommandant einer Ala milliaria über den Führern anderer Auxiliartruppen. Es wurde angenommen, dass der Praefectus von Aalen auch stellvertretender Statthalter der Provinz Raetia war. Zumindest scheint ihm der gesamte westliche Rätische Limesabschnitt – von Kastell Schirenhof bis Halheim – unterstanden zu haben.
Das wohl bedeutendste Zeugnis eines Reiters der Ala II Flavia milliaria wurde in Rom entdeckt und stammt aus dem 2. Jahrhundert. Ihm wurde die hohe Ehre zuteil, aus Rätien zur kaiserlichen Garde versetzt zu werden. Heute befindet sich der Grabstein in Castel Gandolfo.
Diis Manibus

T[itus] Flavius Qui[n]tinusv

Eq[ues] sing[ularis] Aug[usti], lectus

ex Exercitu Raetico

ex Ala Flavia pia fideli

miliaria stipendio

rum sex vixit annos

XXXVI Publicus Crescens

et Claudius Paternus

heredes benemerenti

posuerunt
Übersetzung: „Den Totengöttern, Titus Flavius Quintinus, kaiserlicher Gardereiter, ausgewählt aus dem rätischen Heer, aus der Ala Flavia pia fidelis miliaria, diente sechs Jahre, lebte 36. Seine Erben Publicus Crescens und Claudius Paternus setzten dem Wohlverdienten diesen Stein.“
Wohl einen eher üblichen Lebenslauf weist die Karriere des Reiters Secundus, Sohn des Sabinus, auf. Er blieb bis zu seinem Ausscheiden aus der Armee 153 n. Chr. im Rang eines einfachen Eques. Mit der in einem Militärdiplom dokumentierten kaiserlichen Konstitution wurde seine Ehe mit Secunda, Tochter des Borus, rechtlich anerkannt. Da dieses Diplom in Castra Regina (Regensburg) aufgefunden wurde, wird sich Secundus wohl dort zur Ruhe gesetzt haben.
Durch das Fragment eines kavalleristischen Gegenstandes, der in der Spätzeit des Kastells mit weiterem Altmetall für die Einschmelzung in der Westecke des großen Horreums vom Hoftypus nördlich der Principia vorgesehen war, ist sowohl der Name eines Reiters als auch eines Offiziers im Range eines Schwadronführers (Decurio) erhalten geblieben.
T[urma] Firman[i] Conces[s]i
Übersetzung: „Eigentum des Concessus aus der Schwadron des Firmanus.“
Von den Namen der Kommandeure (Praefecti) haben sich in Aalen nur Bruchstücke durch Bauinschriften erhalten. So kennt die Forschung einen …ius Lollianus (163/164 n. Chr.), einen Vetus (spätes 2. Jahrhundert/208?), einen …ius (208 n. Chr.) und einen L(ucius) Vi…. Ein vollständiger Kommandeursnamen hat sich durch das bereits genannte Militärdiplom aus Regensburg für das Jahr 153 n. Chr. erhalten: Tiberius Claudius Rufus. Er wurde nach seinem Aalener Kommando als Procurator Augusti (Finanzverwalter) nach Poetovio (Ptuj) in die Provinz Pannonia superior mit einem Jahresgehalt von 100.000 Sesterzen versetzt, wie der dort gefundene Grabstein zeigt.
Ein um 160 n. Chr. in Aalen stationierter und aus dem Ritterstand stammender Kommandeur, dessen Name sich ebenfalls nicht erhalten hat, nennt auf einer in Segermes, südlich von Tunis, gefundenen Inschrift seine gesamte Laufbahn. Er war zunächst Tribun der Cohors XX … voluntariorum, einer 500 Mann starken Infanterieeinheit, und wurde dann als Tribunus angusticlavius (ritterlicher Stabsoffizier) zur Legio XIII Gemina nach Rumänien versetzt. Anschließend übernahm er als Kommandeur die Ala Vettonum, ein 500 Mann starkes Kavallerieregiment, und daraufhin als Praefectus alae miliariae die Aalener Truppe. Das folgende Kommando führte ihn als Straßenkommissar (Curator viae Pedanae) in die Gegend östlich von Rom und danach als Prokurator nach Poetovio in Pannonia superior. Am Ende seiner Karriere wurde er Procurator Augustorum regionis, Verwalter der kaiserlichen Güter, bei Hadrumetum (Sousse) im heutigen Tunesien.
Als letztes Beispiel für eine Kommandeurskarriere steht ein Procurator, dessen Name ebenfalls nicht überliefert ist. Sein Grabstein wurde in Ostia Antica entdeckt. Der britische Historiker und Archäologe Eric Birley stellte fest, dass der Dienst dieses Mannes mit der Führung der Cohors I Flavia Musulamiorum equitata in Mauretania Caesariensis begann. Nächste Station war in der gleichen Provinz die Cohors II Hispanorum miliaria equitata, gefolgt von der Ala Sabiana in Britannien, bevor er zur Ala II Flavia m. nach Rätien kam.
Kommandeure der Ala II Flavia milliaria
| Name                    | Rang       | Zeitstellung                  | Bemerkung |
| ----------------------- | ---------- | ----------------------------- | --- |
| Tiberius Claudius Rufus | Praefectus | 153                           | Er wurde anschließend Finanzverwalter der Provinz Pannonia superior in Ptuj, wo er auch starb. |
| ?                       | Praefectus | um 160                        | Seine vollständig erhaltene Laufbahn führte über Rumänien nach Aalen, Rom, Slowenien und Tunesien, wo er als kaiserlicher Gutsverwalter starb.                                                                           |
| …ius Lollianus          | Praefectus | 163/164                       | Auf dem Inschriftenbruchstück, zu dem der Name des Präfekten gehört, wird der Provinzstatthalter Sextus Baius Pudens genannt.                                                                                            |
| Vetus                   | Praefectus | spätes 2. Jahrhundert/208 (?) | Auf dem Inschriftenbruchstück, zu dem der Name des Präfekten gehört, wird der Statthalter Scribonius genannt. |
| …ius                    | Praefectus | 208                           | Auf dem Inschriftenbruchstück, zu dem der Name des Präfekten gehört, wird der Statthalter Acutianus genannt. |
| ?                       | Praefectus |                               | Seine vollständig erhaltene Laufbahn begann in Mauretanien und führte über Britannien nach Aalen. Er starb als ein mit der Getreideversorgung beauftragter Staatsbeamter (procurator Ostiae ad annonam) in Ostia Antica. |
| L(ucius) Vi…            | Praefectus |                               | |

## Fundgut

### Militaria

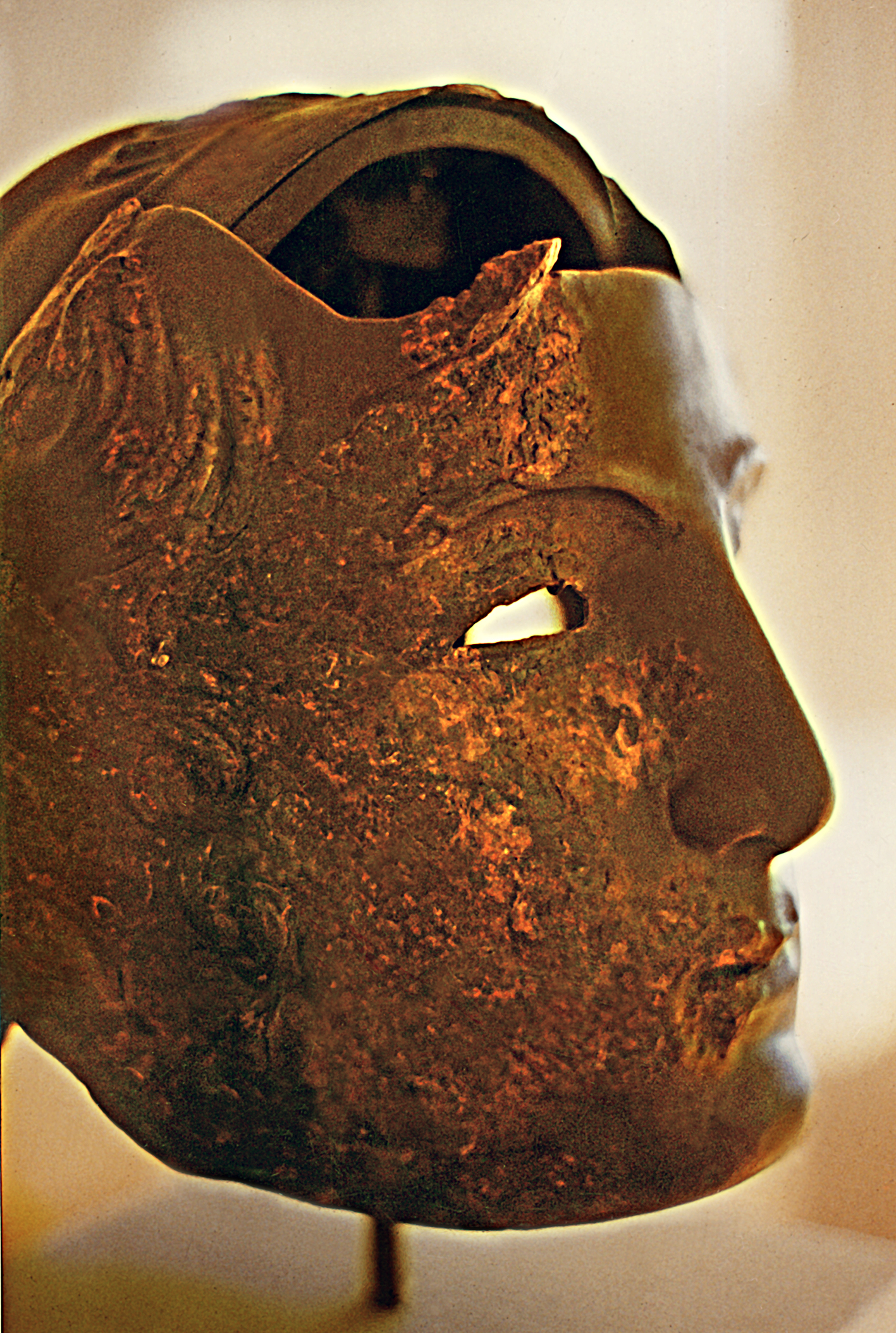
Der restaurierte Maskenhelm im Limesmuseum

Als bedeutender Militariafund gilt der 1978 beim Erweiterungsbau des Limesmuseums zwischen Stabsgebäude und Porta principalis sinistra geborgene, stark fragmentierte, jedoch fast vollständige Maskenhelm vom Typus Alexander. Der 24,5 cm hohe und 21,5 cm breite eiserne Helm aus dem 2./3. Jahrhundert wurde im Römisch-Germanischen Zentralmuseum in Mainz restauriert und ist im Limesmuseum ausgestellt. (Junkelmann 1996, Katalog Nr. O 98) Die Forschung geht davon aus, dass die von der römischen Kavallerie getragenen Gesichtshelme vom Typus Alexander ihre letzte Ausformung in hadrianischer Zeit erhielten. Das bisher früheste Stück soll zusammen mit römischer Infanteriekleidung in einer Höhle am Berg Hebron gefunden worden sein und kann in die Zeit des Bar-Kochba-Aufstandes (132–135 n. Chr.) datiert werden. Typisch für diese hellenistisch geprägte Helmmaske, die sich aus einem maskulin-femininen Mischtyp entwickelt hat, sind unter anderem ein kleiner Mund, eine gerade Nase, lange Koteletten und eine fast barocke Frisur mit „Alexanderlocken“. Maskenhelme dieser Zeit wurden wohl nicht im Kampf, sondern nur zu Paraden und Schaukämpfen, bei denen die römische Kavallerie ihr Können zeigte, getragen. Den Ablauf eines solchen Schaukampfes überlieferte Flavius Arrianus in seinem 136 n. Chr. erschienenen Reitertraktat.
Zur defensiven Bewaffnung der Soldaten gehörten Schilde. Hiervon ist in Aalen unter anderem ein unverzierter, stark beschädigter runder Bronzeschildbuckel aus dem 2./3. Jahrhundert erhalten.
Es kamen auch verschieden ausgeformte eiserne Geschossspitzen aus dem Boden, die zu Wurfspeeren (Iacula) und leichten Wurfmaschinen gehörten, wie sie von der römischen Infanterie eingesetzt worden waren.
Im Keller des Fahnenheiligtums wurden zwei militärhistorisch wichtige Objekte gefunden, die zu Standarten der Einheit gehört haben müssen. Dazu gehören ein 4,3 cm hoher sitzender Adler aus Bronze mit angelegten Flügeln sowie ein silberner, vergoldeter herzförmiger Anhänger. Beide Stücke werden dem 2./3. nachchristlichen Jahrhundert zugeordnet.
Während der Grabungen an einer späten sekundären Buntmetallschmelze im Horreum vom Hoftypus wurden 2004 Fragmente von Paraderüstungen, ein Schwertriemenhalter und bronzene Verbindungselemente eines Schienenpanzers (Lorica segmentata) gefunden, die der Ausgräber Markus Scholz dem Typ Alba Iulia zuschrieb. Das vollständige Aussehen dieses Typs ist nur von einem fragmentierten Relief aus Alba Iulia in Dakien bekannt, das zumeist dem 3. Jahrhundert zugeschrieben wird. Es zeigt einen Infanteristen mit rechteckigem Legionsschild (Scutum), der einen Panzer aus vier breiten, den Leib waagrecht bedeckenden Metallschienen trägt. Um Hals und Schultern liegt ein Schuppenpanzer, der mit einem zweiteiligen Brustschließblech geschlossen ist. Der Schwertarm mit dem Langschwert, der Spatha, ist ebenfalls durch Metallschienen geschützt.
1981 wurde am nördlichen Rand der Retentura zwischen Holzbaracken das Bruchstück eines Militärdiploms entdeckt, das in die Zeit von 140 bis 186 n. Chr. datiert. Ein weiteres Bruchstück wurde 1986 geborgen. Beide Stücke lassen keine näheren Aufschlüsse zu den Truppenstationierungen, Kommandeuren und entlassenen Soldaten zu.

### Ziegel
Neben den Inschriften bestätigen auch mit AL(a) II FL(avia) gestempelte Bauziegel, die erstmals bei den Grabungen von Paulus dem Jüngeren und Mayer im Jahre 1882 entdeckt wurden, die Anwesenheit der Ala II Flavia milliaria. Der bereits zuvor von Bauer gemachte Fund eines weiteren Stempels, diesmal von der in Argentoratum (Straßburg) liegenden Leg(io) VIII Aug(usta), ist bis heute nicht zweifelsfrei zu erklären.

### Brunnenfunde
Von den Grabungen im Vicusbereich sind sieben bis zu acht Meter tiefe, holzverschalte Brunnen bekannt geworden, die 1938 auf der Flur „Neue Breite“ aufgedeckt wurden. Bekannt wurde aus „Brunnen 1“ ein Einhenkelkrug, der mit seiner Aufschrift Decoratus turma A(?)Pris, den Namen eines Reiters und eines Decurios der Ala II Flavia milliaria nannte: „Decoratus, Eigentümer des Kruges aus der Schwadron des Priscus“.

## Denkmalschutz
Das Kastell Aalen und die erwähnten Bodendenkmale sind als Abschnitt des Obergermanisch-Rätischen Limes seit 2005 Teil des UNESCO-Welterbes. Außerdem sind die Anlagen Kulturdenkmale nach dem Denkmalschutzgesetz des Landes Baden-Württemberg (DSchG). Nachforschungen und gezieltes Sammeln von Funden sind genehmigungspflichtig, Zufallsfunde an die Denkmalbehörden zu melden.

### Allgemein
- Martin Kemkes, Markus Scholz: Das Römerkastell Aalen. Erforschung und Rekonstruktion des größten Reiterkastells am UNESCO-Weltkulturerbe Limes. Theiss, Stuttgart 2006, ISBN 3-8062-2057-3.
- Dieter Planck: Aalen (AA) – Kastell für 1000 Reiter. In: D. Planck (Hrsg.): Die Römer in Baden-Württemberg. Römerstätten von Aalen bis Zwiefalten. Theiss, Stuttgart, 2005, ISBN 3-8062-1555-3, S. 9–18.
- Dieter Planck, Willi Beck: Der Limes in Südwestdeutschland. 2. völlig neubearbeitete Auflage. Theiss, Stuttgart 1987, ISBN 3-8062-0496-9.
- Dieter Planck, Philipp Filtzinger: Aalen (AA) – Alenkastell für 1000 Reiter/Römische Steine im Mauerwerk der St. Johannis-Kirche/Limesmuseum. In: Ph. Filtzinger (Hrsg.): Die Römer in Baden-Württemberg. 3. Auflage. Theiss, Stuttgart 1986, ISBN 3-8062-0287-7, S. 203–211.
- Britta Rabold, Egon Schallmayer, Andreas Thiel: Der Limes. Theiss, Stuttgart 2000, ISBN 3-8062-1461-1.
- Heinrich Steimle: Kastell Aalen. In: Ernst Fabricius, Felix Hettner, Oscar von Sarwey (Hrsg.): Der obergermanisch-raetische Limes des Roemerreiches B VI Nr. 66 (1904).

### Einzelstudien
- Karl Heinz Dietz: Die Erneuerung des Limeskastells Aalen vom Jahr 208 n. Chr. In: Acta Praehistorica et Archaeologica. 25, 1993, S. 243–252.
- Hans-Heinz Hartmann: Terra sigillata aus dem Stabsgebäude des Kastells Aalen. In: Fundberichte Baden-Württemberg. 20, 1995, ISBN 3-8062-1279-1, S. 667–705.
- Martin Kemkes, Markus Scholz: Das Römerkastell Aalen. UNESCO-Welterbe. Theiss, Stuttgart 2012, ISBN 978-3-8062-2057-5.
- Martin Kemkes: Der Kastellvicus von Aalen. In: Vera Rupp, Heide Birley (Hrsg.): Landleben im römischen Deutschland. Theiss, Stuttgart 2012, ISBN 978-3-8062-2573-0, S. 82–85.
- Rüdiger Krause: Zur Wasserversorgung des Reiterkastells in Aalen, Ostalbkreis. In: Archäologische Ausgrabungen in Baden-Württemberg 1999. Theiss, Stuttgart 2000, ISBN 3-8062-1469-7, S. 91–93.
- Stefan F. Pfahl: Goldene Zeiten am Limes. Rätische Münzbauopfer aus Aalen und Oberstimm. In: Der Limes 1 (2014), S. 32–36.
- Gabriele Seitz: Militärdiplomfragmente aus Rainau-Buch und Aalen. In: Fundberichte aus Baden-Württemberg. 7, 1982, S. 317 ff., doi:10.11588/fbbw.1982.0.26770.
- Markus Scholz: Zwei Wirtschaftsbauten im Limeskastell Aalen. In: Andreas Thiel (Hrsg.): Forschungen zur Funktion des Limes. Band 2 (= 3. Fachkolloquium der Deutschen Limeskommission 17./18. Februar 2005 in Weißenburg in Bayern). Theiss, Stuttgart 2007, ISBN 978-3-8062-2117-6, S. 107–121.